# Provincia de Málaga
Málaga es una de las ocho provincias españolas que componen la comunidad autónoma de Andalucía. Está situada al sur de la península ibérica, en la costa mediterránea, entre las provincias de Granada, al este, y Cádiz, al oeste. Al norte limita con las provincias de Córdoba y Sevilla. Su capital es la ciudad de Málaga. La provincia es famosa gracias a todo su litoral, conocido mundialmente como la Costa del Sol, la cual goza del privilegio de ser la tercera en cuanto a turismo en la península ibérica, donde también encuentra localización la segunda ciudad malagueña más importante, Marbella. 
Tiene una superficie de 7308 km² distribuida en 103 municipios, 9 comarcas y 12 partidos judiciales. Su población es de 1 789 103, según el censo de 2025, siendo la segunda provincia de Andalucía y la sexta de España por población. Los datos del INE pronostican que Málaga será la provincia más poblada de Andalucía a partir de 2037, superando en población a la provincia de Sevilla.
El territorio que ocupa la provincia de Málaga estuvo habitado desde tiempos remotos, como prueban el conjunto de dólmenes de Antequera, las pinturas rupestres de la Cueva de Nerja, las primeras conocidas de la humanidad con más de 40 000 años de antigüedad, las de la Cueva de la Pileta en Benaoján y la Cueva del Tesoro en Rincón de la Victoria. Dominada por los primeros colonizadores mediterráneos, los fenicios en Malaka y los griegos en los Toscanos y Mainake, la provincia fue centro económico y comercial para los cartagineses, romanos y bizantinos, y tuvo antecedentes históricos como el antiguo reino musulmán de la Taifa de Málaga del siglo XI, quedando constituida en su configuración actual tras la división administrativa de 1833, conformándose con territorios adscritos en ese momento histórico a los antiguos reinos de Granada y de Sevilla. El código postal de los municipios de Málaga empieza por 29 y los prefijos telefónicos son 951 y 952.

## Toponimia

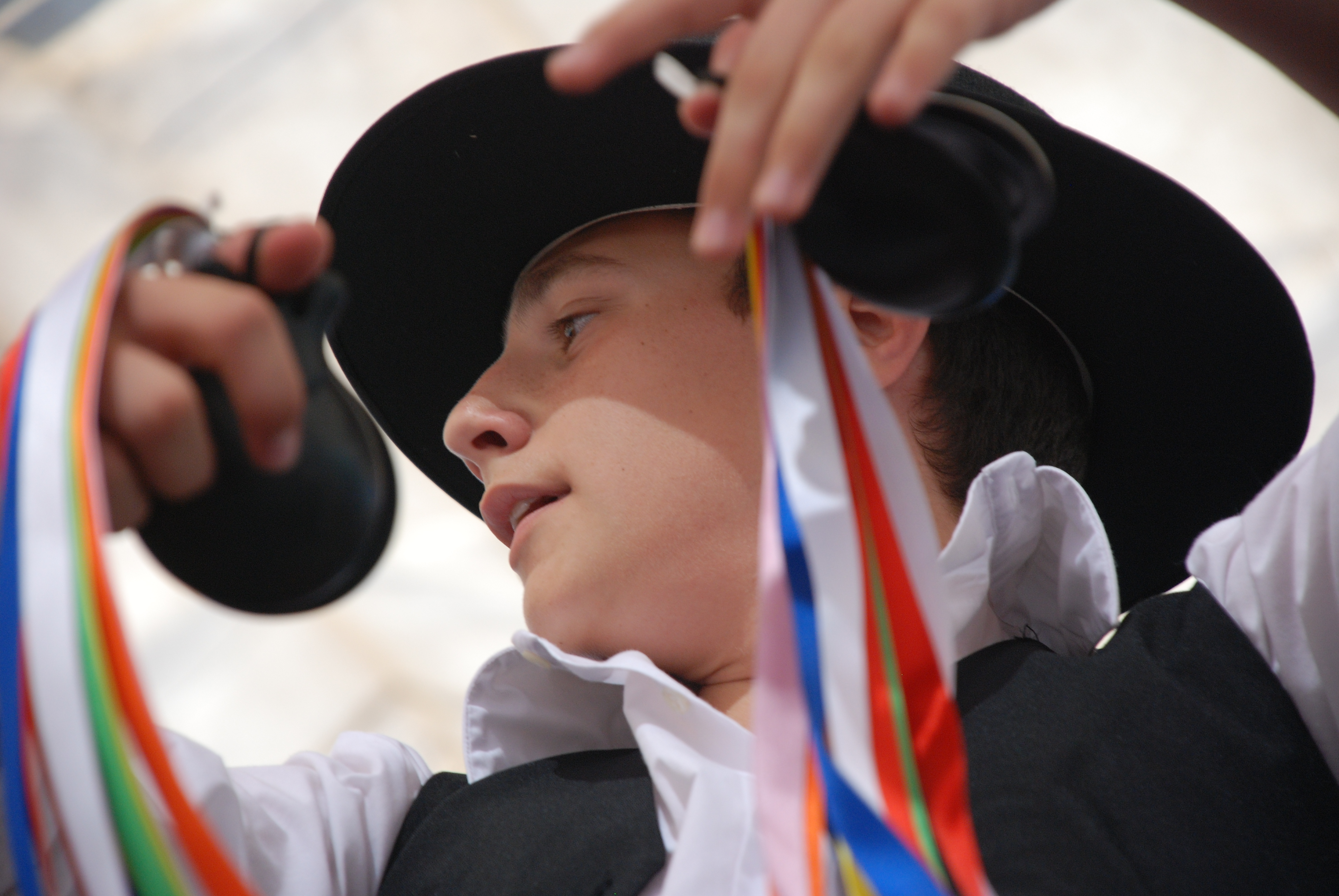
Bailaor de verdiales

Como es común en gran parte de España, la provincia ha tomado su nombre de su capital, la ciudad de Málaga. Por ello comparte con ella sus gentilicios oficiales, malagueño/a y malacitano/a, en alusión al antiguo topónimo fenicio Malaka. 

## Símbolos
El escudo y la bandera de la provincia de Málaga son sus símbolos oficiales.

### Escudo
El escudo de armas está dividido en dos cuarteles. La partición derecha está compuesta por los elementos del escudo de la ciudad de Málaga: en campo de azur, unas peñas cimadas de una villa acompañada de un puerto en lo bajo, todo sobre ondas de mar de plata y azur, y en cantón diestro de jefe, los patronos. La partición de la izquierda consiste en un campo de oro con seis franjas de gules, que representan los doce partidos judiciales de la provincia, sin contar la ciudad de Málaga. Bordura partida de sínople (verde) y púrpura, cargada con cuatro haces de cinco flechas empuñadas por un yugo todo ello de plata y un ramo del mismo metal (color), alternando. El timbre, corona real española, abierta y sin diademas (corona real antigua) con los florones que difieren de los habituales. El escudo figura sobre pergamino y el todo rodeado por una cinta cargada con el lema «La primera en el peligro de la Libertad, la muy Noble, muy Leal, muy Hospitalaria, muy Benéfica y siempre Denodada Ciudad de Málaga» escrito en letras de sable.

### Bandera
El diseño de la bandera está basado en la bandera de la provincia marítima de Málaga. Su forma y colores son fondo blanco con el escudo en el centro y una cenefa azul celeste en el contorno.

## Geografía

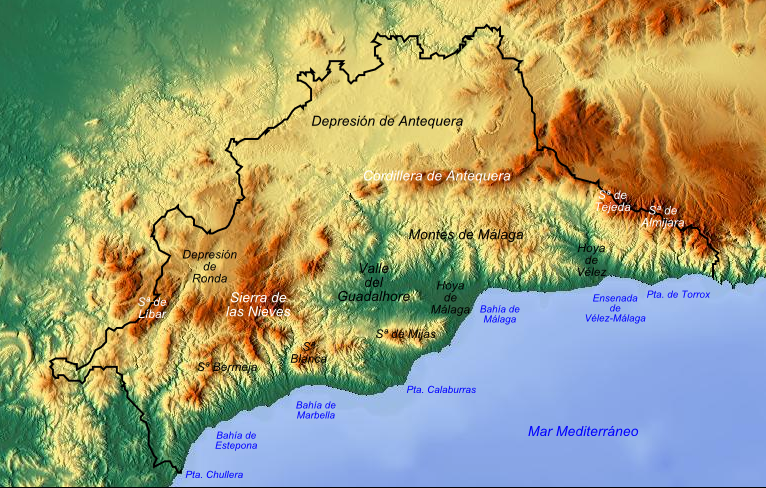
Topografía de la provincia

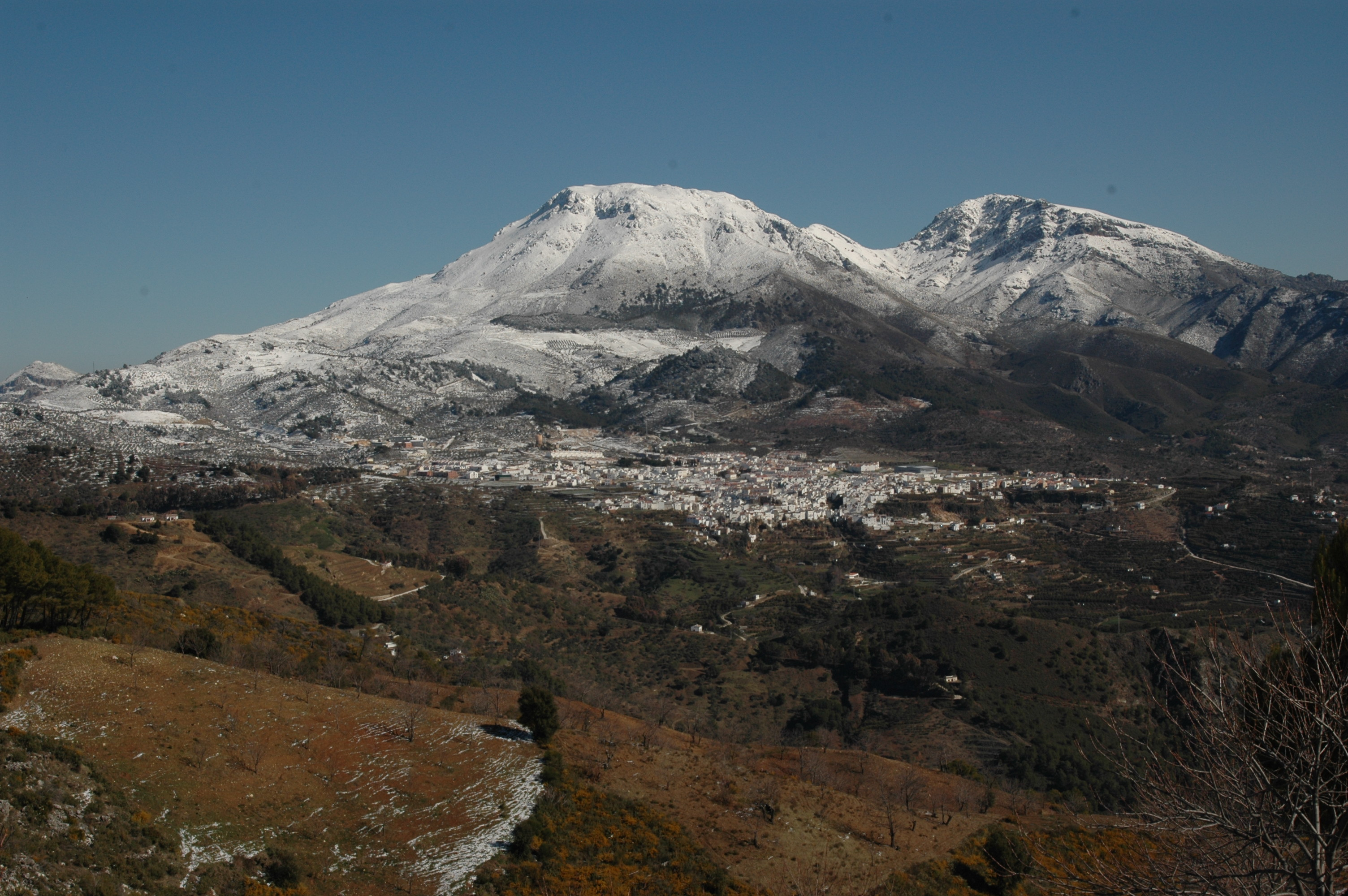
Sierras Prieta y de la Cabrilla

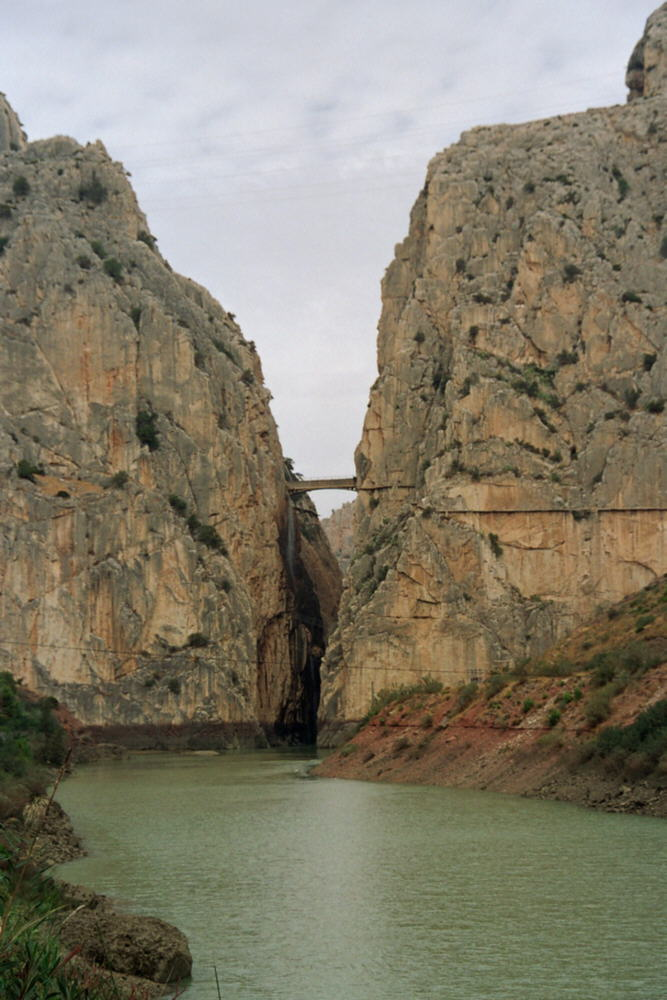
Desfiladero de los Gaitanes

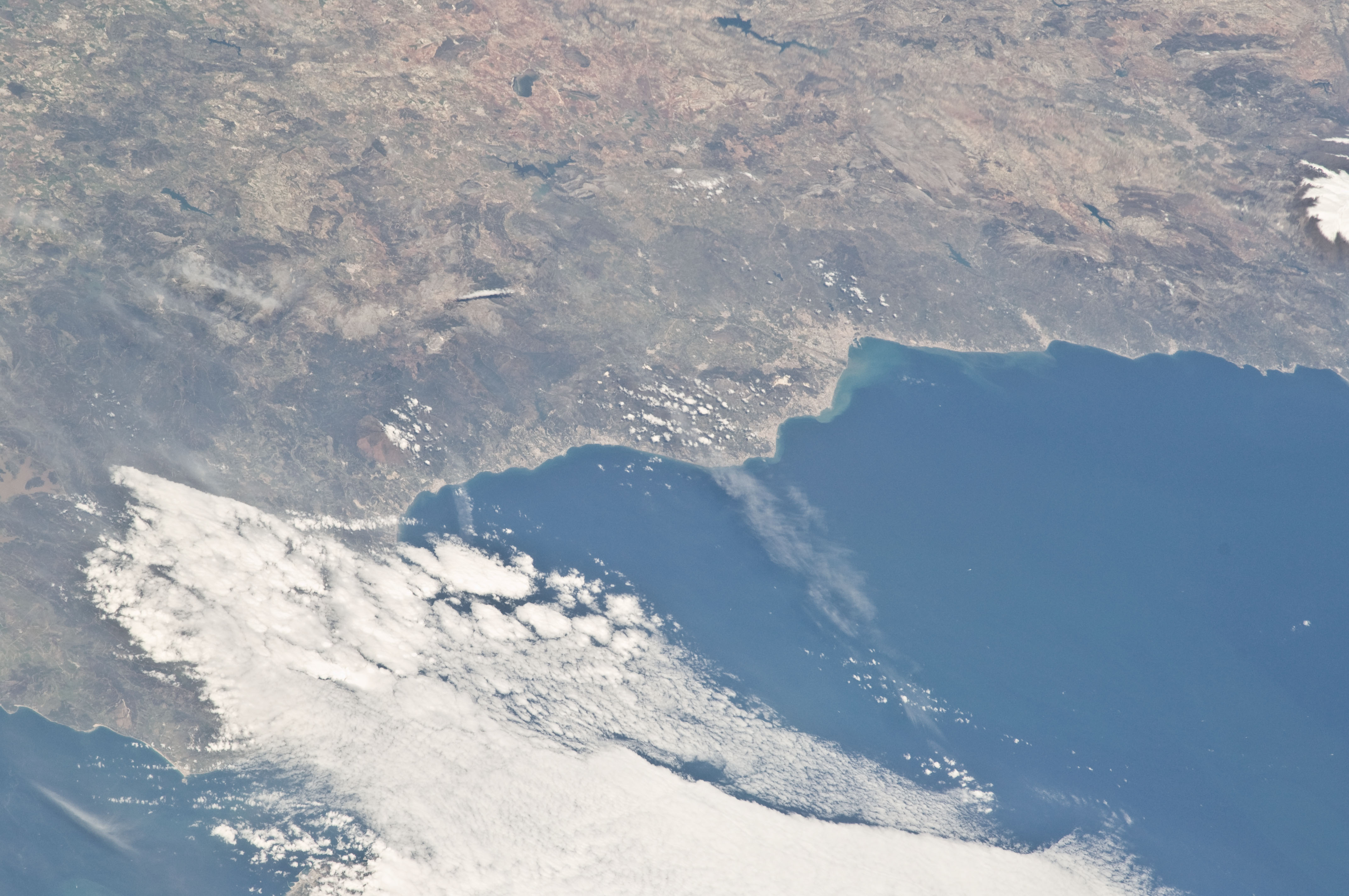
Vista aérea de la provincia de Málaga desde la EEI

El territorio provincial se encuentra situado entre los paralelos 37°17′ y 36°18′ de latitud norte y los meridanos 3.º 47' y 5.º 37' de longitud oeste. El relieve es acusadamente montañoso, con altitudes máximas en torno a los 2000 m s. n. m. en las cumbres de La Maroma (2066 m s. n. m.) y el Torrecilla (1919 m s. n. m.). Aproximadamente, un tercio del territorio se encuentra entre los 0 y 400 m s. n. m. Otro tercio, entre los 400 y los 800 m s. n. m. Y el último tercio, entre los 800 y los 2000 m s. n. m.

### Relieve
La provincia de Málaga está comprendida en los Sistemas Béticos. La cordillera Penibética atraviesa la provincia en sentido este-oeste, descendiendo hasta el mar, al que cae en acantilados en algunos puntos. Al norte de la Penibética aparece el Surco Intrabético, que en esta provincia forma la Depresión de Ronda y la Hoya de Antequera, y al norte de estas, las estribaciones meridionales de la cordillera Subbética marcan el límite septentrional de la provincia.
En el oeste se sitúa la Serranía de Ronda y por el este los mayores relieves son las sierras de Almijara, Tejeda y Alhama. Al sur, paralela a la Serranía de Ronda se sitúa la Sierra Bermeja.
La cordillera Penibética transcurre paralela a línea de la costa formando una barrera entre el litoral y el interior, compuesta por un conjunto de sierras litorales que a menudo sobrepasan los 1000 m de altitud. De este a oeste las Sierras de Tejeda y Almijara constituyen el entorno montañoso de la costa oriental, en donde también se insertan los Montes de Málaga. La sierra de Mijas, Sierra Alpujata y Sierra Blanca conforman el inicio de las sierras litorales occidentales, mientras que Sierra Bermeja y su pequeña prolongación en Sierra Crestellina cierran esta alineación montañosa.
En la estrecha franja entre las montañas y el mar existe una gran diversidad de paisajes: playas, acantilados, desembocaduras, calas y dunas. El litoral muestra un perfil poco recortado. Las zonas arenosas ocupan la mayor parte de la Costa del Sol, salvando algunos tramos rocosos en Manilva, Mijas, Torremolinos, Benalmádena, Rincón de la Victoria y los acantilados de Maro, en el término municipal de Nerja.
En el relieve litoral resaltan las bahías de Málaga y de Estepona, separadas por la Punta de Calaburras. Las tierras emergentes se prolongan bajo el mar por una plataforma continental estrecha y poco profunda que alcanza una anchura media de unos 5 km y una profundidad máxima de 150-200 m.

### Hidrografía
La provincia de Málaga pertenece, junto a las provincias de Cádiz, Granada y Almería, a la cuenca mediterránea andaluza. El principal río es el Guadalhorce, que recorre la provincia de norte a sur, recogiendo las aguas de casi la mitad del territorio, y que en verano muestra muchos tramos secos por el uso excesivo del agua. En la parte occidental, gracias a una alta pluviosidad, destacan el río Guadiaro y su afluente, el Genal. Junto a estos, otros ríos menores de la mitad occidental de la provincia, el río Verde, el Guadalmansa, el Guadalmina, el río de El Burgo (sierra de las Nieves), el Guadaiza y el río Fuengirola, son los únicos que llevan agua todo el año. En la parte oriental destacan el río Guadalmedina y el río Vélez, que se secan durante los meses de verano. La laguna de Fuente de Piedra, famosa por la colonia de flamencos que la habita, es la mayor de la provincia.
| Nombre           | Longitud | Nacimiento                   | Desembocadura                      |
| ---------------- | -------- | ---------------------------- | ---------------------------------- |
| Río Guadalhorce  | 154 km   | Puerto de los Alazores       | Mar Mediterráneo (Málaga)          |
| Río Guadiaro     | 80 km    | Serranía de Ronda            | Mar Mediterráneo (San Roque)       |
| Río Vélez        | 68,4 km  | Sierra de Tejeda             | Mar Mediterráneo (Vélez-Málaga)    |
| Río Guadalmedina | 51,5 km  | Sierra de Camarolos          | Mar Mediterráneo (Málaga)          |
| Río Campanillas  | 45 km    | Sierra de las Cabras         | Mar Mediterráneo (Río Guadalhorce) |
| Río Guadalteba   | 45 km    | Sierra de los Merinos        | (Embalse del Guadalteba)           |
| Río Verde        | 35,5 km  | Sierra de las Nieves         | Mar Mediterráneo (Marbella)        |
| Río Hozgarganta  | 35 km    | La Sauceda                   | (Río Guadiaro)                     |
| Río Guadalmina   | 28 km    | Sierra Bermeja               | Mar Mediterráneo (Marbella)        |
| Río Guadalmansa  | 24 km    | Serranía de Ronda            | Mar Mediterráneo (Estepona)        |
| Río Guadaiza     | 22 km    | Sierra Palmitera             | Mar Mediterráneo (Marbella)        |
| Río Fuengirola   | 20 km    | Las Posadas                  | Mar Mediterráneo (Fuengirola)      |
| Río Chíllar      | 17 km    | Sierra de la Almijar         | Mar Mediterráneo (Nerja)           |
| Río del Padrón   | 12 km    | Los Reales de Sierra Bermeja | Mar Mediterráneo (Estepona)        |

### Clima
Predomina el clima templado cálido mediterráneo de veranos largos secos y calurosos e inviernos cortos y suaves. El relieve y la situación geográfica dan lugar a variaciones de unas zonas a otras. En general, en las zonas costeras orientales predomina el clima mediterráneo subtropical y en el extremo occidental, el mediterráneo oceánico, con lluvias más abundantes. Al norte, el clima mediterráneo continentalizado con inviernos más fríos.
Las temperaturas medias anuales oscilan entre los 12,5 °C y los 19 °C.

## Flora y fauna
Las especies de plantas más comunes en la provincia de Málaga son las especies mediterráneas. El paisaje está dominado por matorrales que han sustituido de manera paulatina a bosques originales, si bien se conservan bosques de pinos, pinsapos, encinas y alcornoques sobre todo. Los endemismos de la provincia son más de 80, destacando por su riqueza vegetal la Serranía de Ronda y las sierras litorales occidentales por un lado y las sierras del Arco Calizo Central y de Tejeda y Almijara hasta los acantilados de Maro-Cerro Gordo por el otro. En 2002 se puso de manifiesto que Málaga es la provincia con más especies de plantas en peligro de extinción de la España peninsular y Baleares. En cuanto a la fauna, según un estudio de 2004, la fauna silvestre de vertebrados que habita en la provincia de Málaga está compuesta por nueve especies de peces, once de anfibios, 21 de reptiles, 302 de aves y 53 de mamíferos, distribuidos de forma desigual en los distintos hábitats de la provincia que se listan a continuación.

### Áreas de montaña

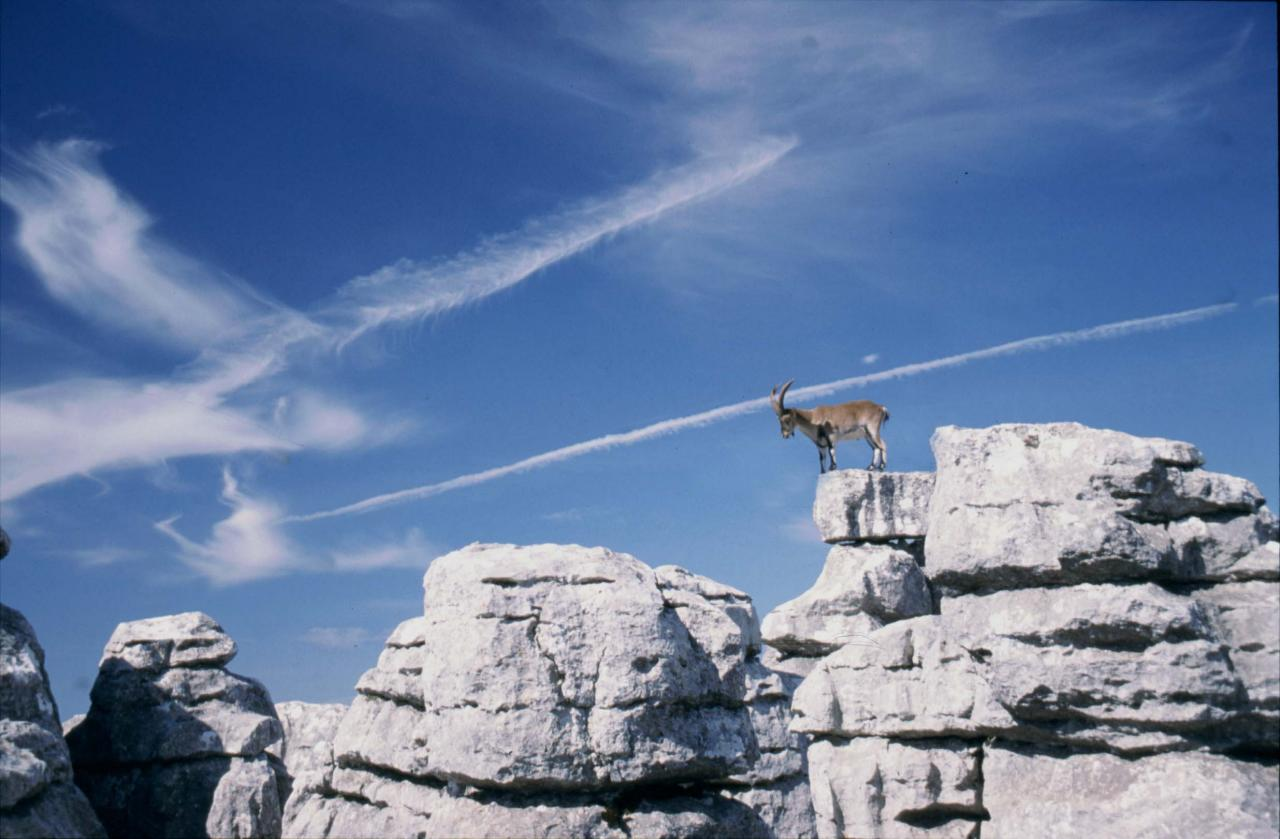
Cabra montés en El Torcal

Las montañas y escarpes situados entre los 600 y los 2000 m s. n. m. ocupan algo más de un 32 % del territorio provincial y aglutinan el grueso de la superficie protegida en los parques naturales de Los Alcornocales, sierra de Grazalema, Montes de Málaga, sierra de las Nieves y Sierras de Tejeda, Almijara y Alhama así como los parajes naturales del Desfiladero de los Gaitanes, Los Reales de Sierra Bermeja, Sierra Crestellina y El Torcal de Antequera.
Se encuentran aquí la lagartija colilarga, el lagarto ocelado, la culebra bastarda, la culebra de escalera y la víbora hocicuda entre las especies de reptiles. Entre las especies de aves destacan el roquero solitario, el escribano montesino, la collalba negra, el cuervo, la grajilla y la chova piquirroja, del orden de las passeriformes. Las apodiformes presentes incluyen el vencejo común y el vencejo real. Las rapaces presentes son el búho real, el mochuelo, el águila real, el águila perdicera, el buitre leonado, el alimoche, el halcón peregrino y el cernícalo vulgar. Por su parte, entre los mamíferos se encuentran la cabra montés y pequeños y medianos carnívoros como el zorro, el tejón, la jineta y el meloncillo.

### Bosques
Las áreas de bosques corresponden al bosque mediterráneo, predominando los alcornocales en el extremo occidental de la provincia, el bosque de pinsapos en la sierra de las Nieves, los pinares en las sierras de Almijara y Bermeja, los encinares en la sierra de Líbar y los castañares en el Genal.
Este hábitat cobija a la culebra bastarda, la culebra de escalera, la culebra de collar, la salamandra común y al tritón jaspeado entre los reptiles y anfibios. Las especies de ornitofauna incluyen columbiformes como la paloma torcaz y la tórtola europea, pájaros carpinteros como el pito real y el pico picapinos, paseriformes como el agateador común, el carbonero común, el carbonero garrapinos, el piquituerto y el amenazado colirrojo real. También se encuentran rapaces diurnas como el azor común, el gavilán común, el águila culebrera europea, la aguililla calzada y el busardo ratonero, así como estrigiformes como el cárabo común, el búho chico y el mochuelo y córvidos como el arrendajo y el rabilargo. De los mamíferos destacan el ciervo, el corzo y el jabalí y otros más pequeños como la ardilla, la comadreja, la garduña, el turón, el tejón, el gato montés, el meloncillo, la jineta y el zorro.

### Matorral
El hábitat del matorral en la provincia es el resultado de la actividad humana sobre los bosques. Se configura por lentisco,
madroño, jaras, aulagas, romero, majuelo y arbustos como la coscoja, salpicados por encinares adehesados. La herpetofauna es muy similar a la encontrada en las zonas boscosas, destacando el camaleón en la zona de la Axarquía. La avifauna presenta una gran diversidad: la curruca cabecinegra, la curruca rabilarga, el chochín, la tarabilla común, la collalba gris, la collalba rubia, la cogujada común, la cogujada montesina, el ruiseñor común, el abejaruco y la perdiz roja. Entre los mamíferos, además de las especies presentes en las zonas boscosas, se suman la liebre ibérica, el conejo y los murciélagos, que son los mamíferos más numerosos en la provincia.

### Humedales

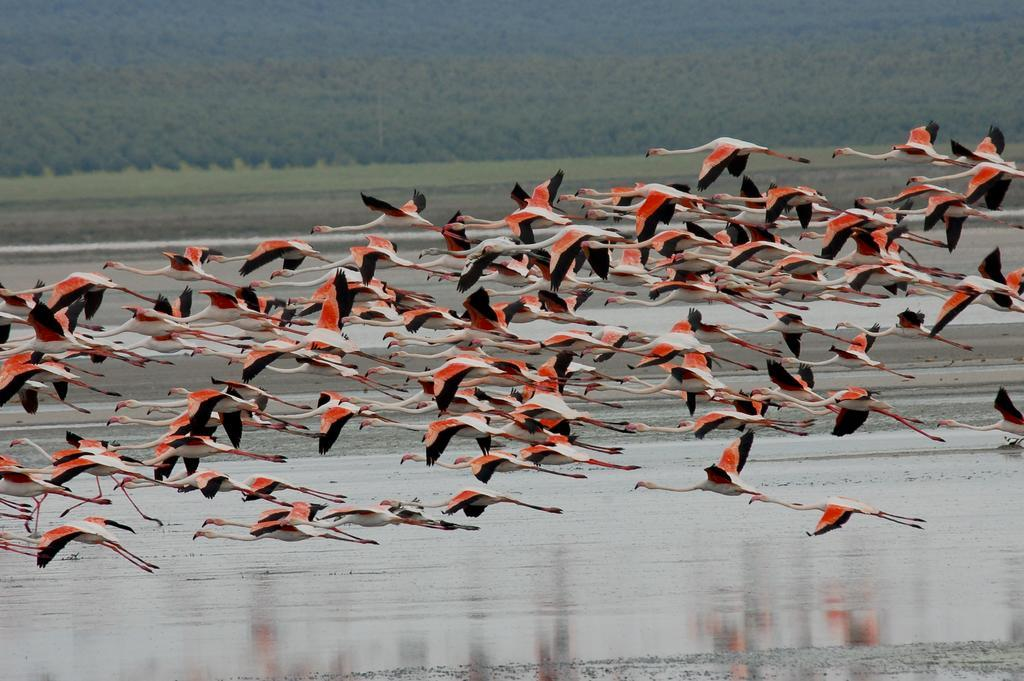
Flamencos en la laguna de Fuente de Piedra

Las zonas húmedas de la provincia pueden ser naturales, es decir, lagunas y cursos fluviales, o los artificiales pantanos. Los ecosistemas húmedos principales se concentran en la depresión de Antequera, donde se encuentran las reservas naturales de la Laguna de Fuente de Piedra, la Laguna de la Ratosa, las Lagunas de Archidona y las Lagunas de Campillos. Los árboles más comunes que se desarrollan en la ribera de los ríos son el chopo, el sauce, el fresno, el olmo y el ojaranzo de la zona de Cortes de la Frontera y el aliso del Genal.
Se encuentran aquí reptiles y anfibios como el gallipato, el tritón jaspeado, el sapillo pintojo meridional, la rana común, el galápago leproso, la culebra viperina y la culebra de collar. Una vez más, son las aves las especies más numerosas, representadas por anseriformes como el ánade real, el pato colorado, la cerceta común y la malvasía cabeciblanca, que conviven con otras especies de distintos órdenes como el zampullín común, el somormujo lavanco, la focha común, la polla de agua, la garza real, la garcilla bueyera, la cigüeña blanca, la avoceta, la cigüeñuela, el morito común, el flamenco común, que tiene su mayor colonia de cría en España en la laguna de Fuente de Piedra, la grulla común, la cigüeña negra y el carricero, la oropéndola, el mirlo acuático, el Martín pescador y el aguilucho lagunero, más vinculadas a la vegetación periférica.
Los mamíferos están presentes con el zorro, la nutria paleártica, roedores como el lirón careto y la rata de agua, insectívoros como el erizo común, el erizo moruno y la musaraña y los mustélidos mencionados anteriormente. La ictiofauna autóctona incluye al barbo gitano, la boga de río, el cachuelo, la colmilleja y el fraile. No obstante, se trata de especies amenazadas debido a la introducción de especies alóctonas. Cabe también mencionar al único crustáceo autóctono: el cangrejo de río, gravemente amenazado por el cangrejo de río americano.

### Litoral

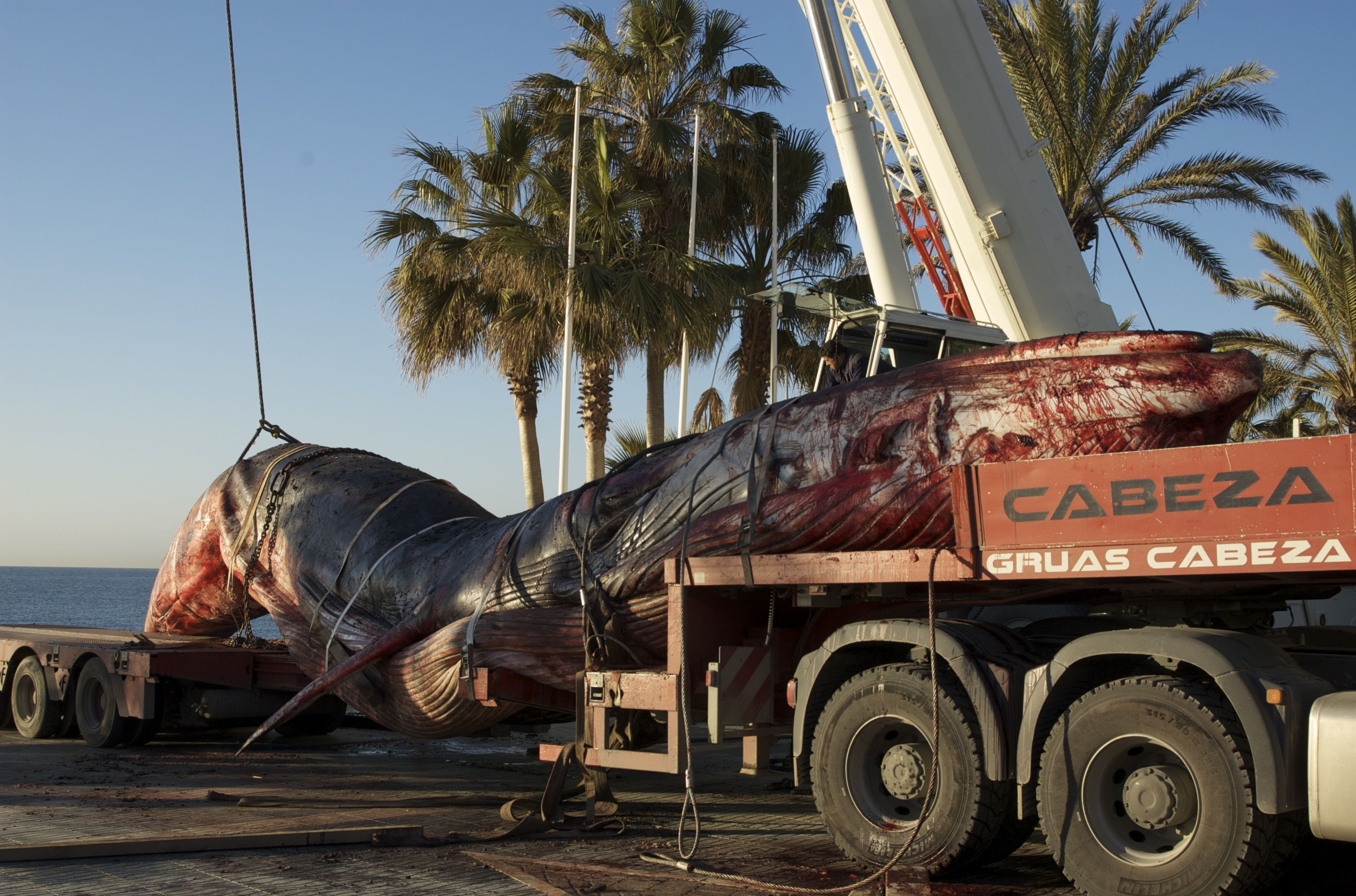
Rorcual varado siendo retirado de una playa de Marbella

La cercanía del océano Atlántico favorece la diversidad faunística del litoral mediterráneo malagueño. Es de destacar que casi todo el litoral ha sufrido grandes transformaciones desde la década de 1960, habiendo desaparecido gran parte de su interés paisajístico y natural. La fauna marina se divide entre el hábitat arenoso que representa el 80 % de la costa, donde se desarrollan praderas de fanerógamas marinas como la posidonia oceánica y la zostera marina, muy escasas hoy día, que acogen moluscos, crustáceos y celentéreos de diversas especies y peces como los lenguados, las arañas, los rubios, los salmonetes, las herreras, los caballitos de mar, los pintarrojas cazón, los besugos, los pargos, las lisas y el chanquete. La extracción de arena para la regeneración artificial de las playas que se realiza anualmente supone un gran impacto sobre dicha fauna. El hábitat rocoso es aún más rico en biodiversidad con un gran número de comunidades de moluscos, crustáceos y celentéreos y peces como la vieja, el gobio, el rascacio, el congrio, la morena, el reyezuelo, la doncella, el sargo, la dorada y el mero.
En alta mar se encuentran el boquerón, la sardina, el atún, la caballa, el jurel, el pez espada, la merluza y el pez luna entre otros, así como grandes reptiles como la tortuga boba, la tortuga verde y la tortuga carey y cetáceos como el delfín común, el delfín listado, el delfín mular, el calderón común, el calderón gris y el rorcual aliblanco. La avifauna costera incluye especies de pardelas, paiños, charranes, cormoranes, págalos, gaviotas, albatros, chorlitejos, correlimos, archibebes, vuelvepiedras, ostreros, etc.
- Paraje Natural Los acantilados de Maro
- Paraje Natural Desembocadura del Guadalhorce
- Dunas de Artola

### Zonas agrícolas
Las zonas agrícolas predominantes son el olivar, el almendral, los cítricos y los cultivos herbáceos, que se extienden principalmente por la depresión de Antequera y la depresión de Ronda o en relieves alomados. Estos hábitats sustentan una herpetofauna con especies de lagarto ocelado, lagartija ibérica, salamanquesa común, eslizón ibérico, [[culebra
bastarda]], culebra de escalera, sapo común y rana común. Las ornitofauna cuenta con el carbonero común, el herrerillo común, el mirlo común, la pinzón vulgar, el jilguero, el pardillo, el verderón, la golondrina común, la perdiz roja, la codorniz común, el otídido sisón común, el aguilucho cenizo, el cernícalo primilla, la lechuza común, la lechuza campestre y el mochuelo. Los mamíferos que se ha adaptado a este hábitat son el zorro, la comadreja, la jineta, el erizo común, el ratón de campo, la rata campestre, el topo ibérico, el jabalí, el conejo y la liebre ibérica.

### Zonas urbanas

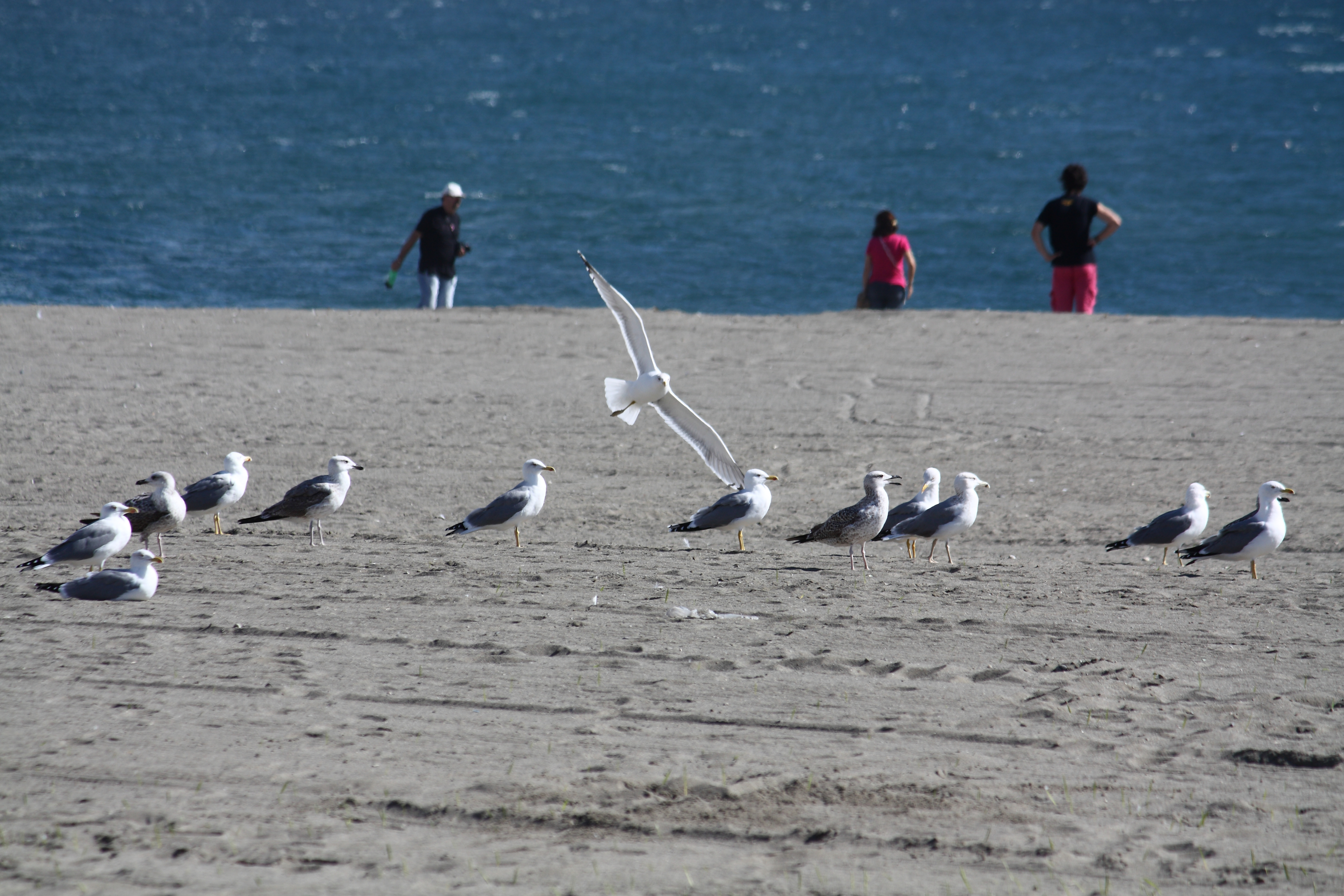
Gaviotas en una playa de Estepona

Los ecosistemas urbanos lógicamente presentan una menor biodiversidad y se caracterizan por los efectos de la incorporación de
especies foráneas y una urbanización desmesurada. Dentro de la ciudad de Málaga, destacan los montes de Gibralfaro y Victoria, cubiertos en su mayor parte por pinos carrascos. El Arroyo Toquero fue destruido en las últimas décadas para dar lugar a una zona residencial. Recientemente, la parte alta del arroyo, donde quedaban aún poblaciones de sapo corredor, sapillo pintojo, camaleones y abejarucos, ha sido eliminada por completo y convertida en un desagüe hormigonado. Todas las zonas comprendidas entre la ciudad y la autovía que la rodea están corriendo la misma suerte, a pesar de su potencial de educación ambiental y embellecimiento de la ciudad, muy visitada por los turistas. Actualmente, todos los alrededores de la ciudad acumulan escombros, basuras y construcciones ilegales, y sufren además la proliferación de pistas creadas por ciclistas y motociclistas, con la consiguiente destrucción de la vegetación y erosión del suelo. Esto es extensible a otras grandes poblaciones de la provincia, sobre todo en la costa, donde la destrucción de hábitats naturales es constante (desembocadura del río Vélez, dunas de Marbella, matorrales litorales, etc.). Aun así, todavía es posible observar reptiles y anfibios como el camaleón, ya muy escaso, la salamanquesa común, la lagartija ibérica, la rana común y el sapo común. Más numerosas son las especies de aves, entre las que se cuentan la gaviota patiamarilla, la gaviota sombría y la gaviota reidora, presentes en las áreas urbanas costeras. El vencejo común, el vencejo pálido, la golondrina común, el avión común, el cernícalo común, el cernícalo primilla y el halcón peregrino anidan en lo alto de los edificios, mientras que el petirrojo, el mirlo común, el gorrión común, el autillo y la lechuza prefieren las áreas ajardinas. Son frecuentes las bandadas de estorninos pintos y la tórtola turca, y especies alóctonas como la cotorra argentina. El zorro y el erizo común son los mamíferos presentes en las periferias urbanas, así como la rata común, adaptable a cualquier zona urbana.
- Dehesa del Mercadillo
- Pinar del Hacho
- Sierra de Gracia

### Monumentos naturales
- El Tornillo del Torcal
- Pinsapo de las Escaleretas
- Falla de la sierra del Camorro
- Cañón de Las Buitreras

### Amenazas a la fauna y flora
Las dos principales amenazas a las que se enfrentan la fauna y flora malagueñas son: en primer lugar, la destrucción de los hábitats y , en segundo lugar, la proliferación de especies introducidas. Si bien algunas zonas de la provincia gozan de alguna figura de protección, otras permanecen, inexplicablemente, sin ningún tipo de protección efectiva. Un claro ejemplo es el de la sierra de Mijas, donde a pesar de sus endemismos botánicos e importante fauna, carece de protección legal. En las últimas décadas, la destrucción de hábitats ha aumentado enormemente, sobre todo por la urbanización de extensas áreas para viviendas de segunda residencia y la construcción de numerosas vías de comunicación. Todo esto ha conllevado la destrucción o sobreexplotación de acuíferos (Abdalajís), la destrucción de cauces fluviales (Guadalhorce), la tala de masas arbóreas (encinares en la Serranía de Ronda), la corrección de laderas montañosas, erosión, contaminación de aguas, extinción local de especies (como el camaleón), etc.

## Historia

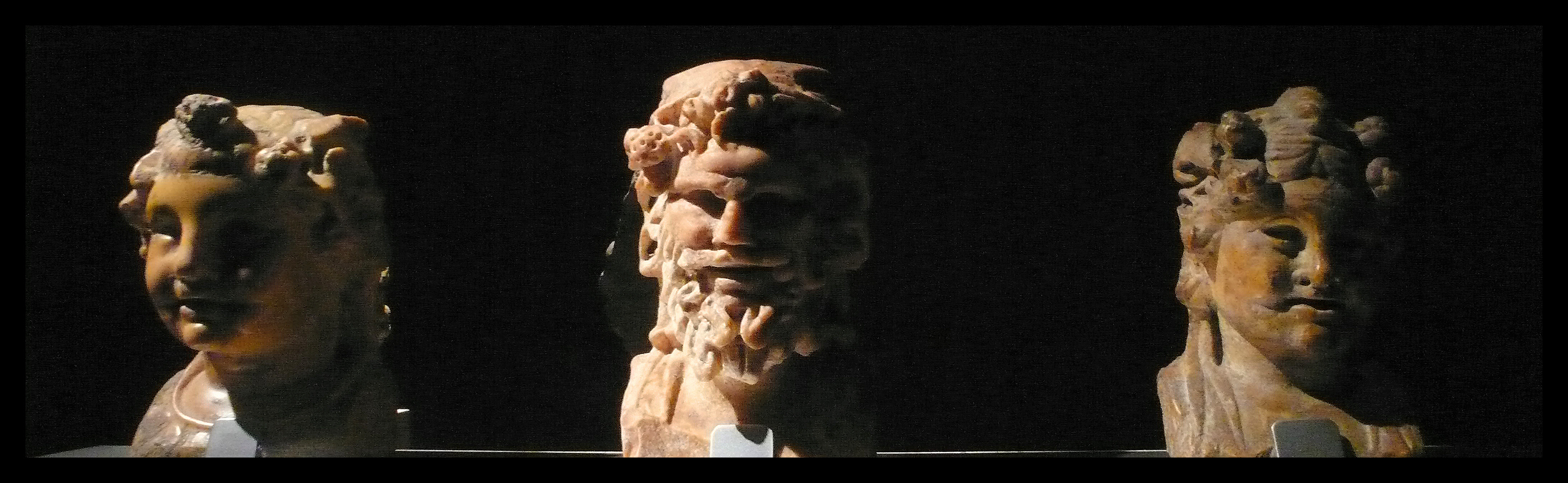
Dioniso niño y Herma báquica del Museo de Málaga

El territorio que ocupa la provincia de Málaga estuvo habitado desde tiempos remotos, como prueban el conjunto de dólmenes de Antequera, las pinturas rupestres de la Cueva de Nerja, las primeras conocidas de la humanidad con más de 40 000 años de antigüedad, las de la Cueva de la Pileta en Benaoján y la Cueva del Tesoro en Rincón de la Victoria. Dominada por los primeros colonizadores mediterráneos, los fenicios en Malaka y los griegos en los Toscanos y Mainake, la provincia fue centro económico y comercial para los cartagineses, romanos y bizantinos, y tuvo antecedentes históricos como el antiguo reino musulmán de la Taifa de Málaga del siglo XI, quedando constituida en su configuración actual tras la división administrativa de 1833, conformándose con territorios adscritos en ese momento histórico a los antiguos reinos de Granada y de Sevilla.

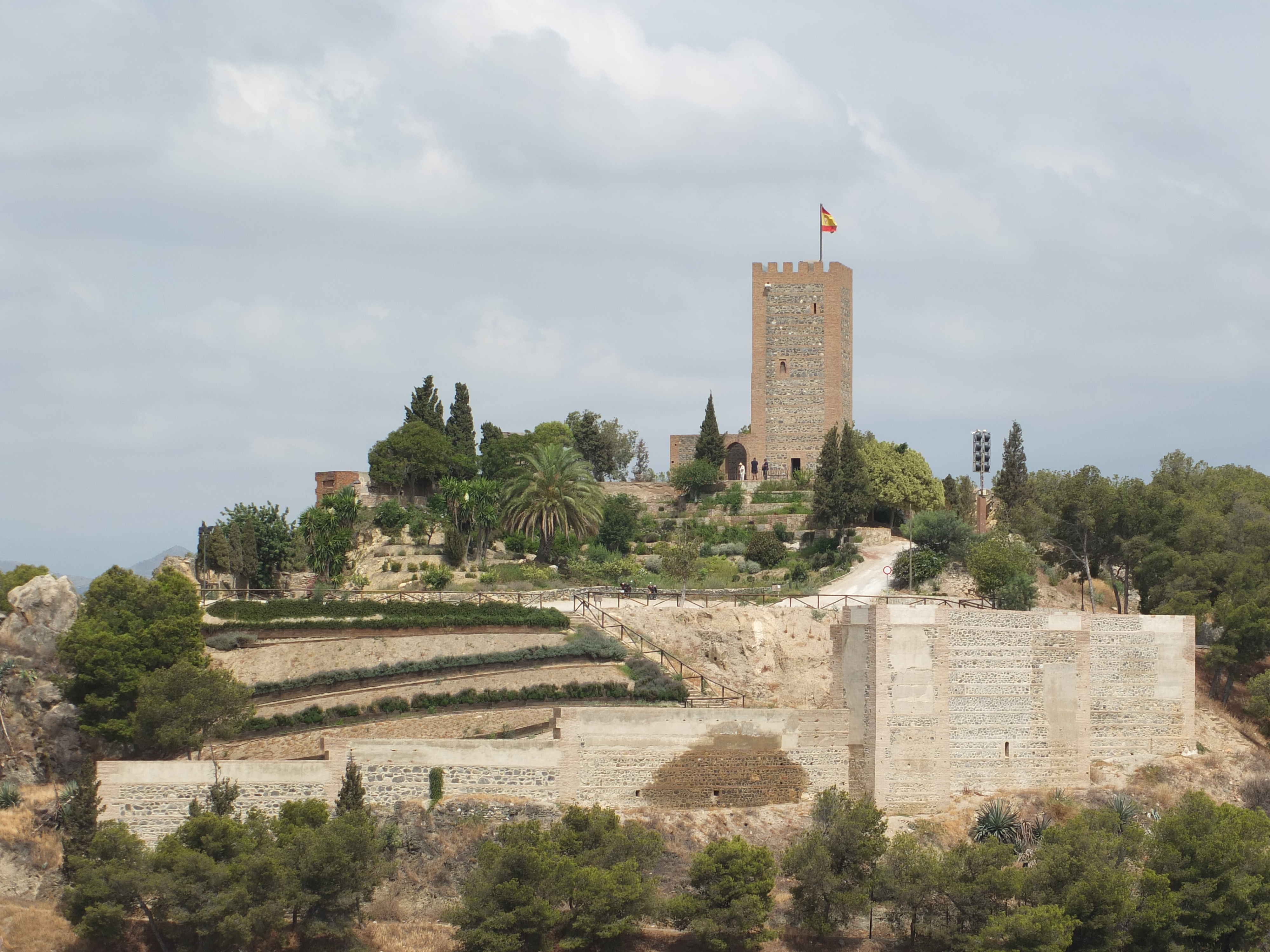
Fortaleza de Vélez-Málaga

En 1801 se erigió la provincia marítima de Málaga, independiente de Granada, y en 1809, con la división de España en departamentos, se creó el departamento de El Salado, con capital en Málaga, dependiente de la provincia de Granada. El 8 de septiembre de 1820 las Cortes liberales aprueban una Resolución que confirma un Real decreto del 25 de septiembre por el que se desgaja la provincia de Málaga, de 2.ª clase, de la de Granada.
El Real Decreto de 30 de noviembre de 1833 confirmó la ya existente provincia de Málaga, que se formó uniendo localidades del Reino de Granada y del Reino de Sevilla. Al Reino de Sevilla pertenecían: Teba, Cañete la Real, Archidona, Hardales y Sierra de las Yeguas. Al de Granada todas las demás poblaciones: Málaga, Ronda, Antequera, Fuente Piedra, Marbella, Estepona, Torre del Mar, Vélez-Málaga, Comares, Coín, Alora, Alhaurin, Cártama, Casarabonela, Casa Bermeja, Almoxia, Alhaurinejo o Alhaurin el Chico, Colmenar, Río Gordo, Torrox, Nerja, Frigiliana y Monda.
Desde su conquista en 1497, Melilla dependió a efectos administrativos y jurídicos de Málaga y estuvo unida a ella a través de un enlace marítimo permanente. En 1995 la ciudad de Melilla obtuvo su Estatuto de Autonomía convirtiéndose en ciudad autónoma y segregándose de la provincia de Málaga. Actualmente la provincia está compuesta por los municipios que pueden verse en el anexo Municipios de la provincia de Málaga.
| Procedencia         | Total   | % Total Ext. | % Total CC.AA. | % Pob. |
| ------------------- | ------- | ------------ | -------------- | ------ |
| Europeos            | 185 520 | 65,4%        | 46%            | 11,4%  |
| Unión Europea       | 168 861 | 59,5%        | 45,6%          | 10,4%  |
| Americanos          | 48 587  | 17,1%        | 34,6%          | 3%     |
| Africanos           | 37 970  | 13,4%        | 23,9%          | 2,3%   |
| Asiáticos           | 11 241  | 3,9%         | 41,7%          | 0,7%   |
| Oceanía y Apátridas | 180     | 0,06%        | 42,8%          | 0,01%  |
| Total               | 283 498 | 100%         | 38,8%          | 17,4%  |

## Demografía

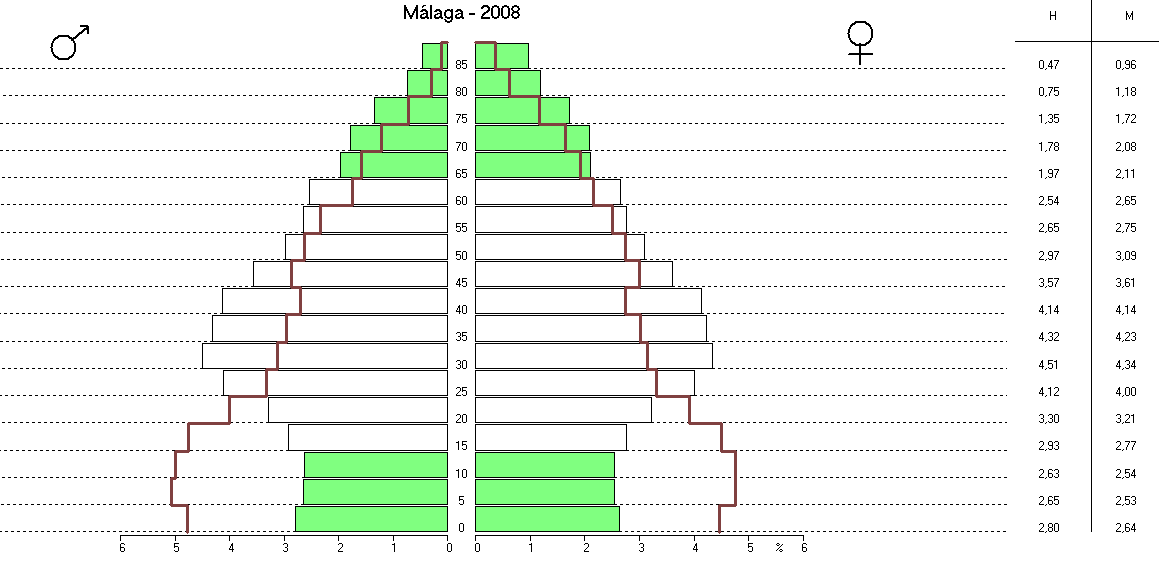
Pirámide de población de la provincia de Málaga en 2008, comparada con 1981 (en rojo)

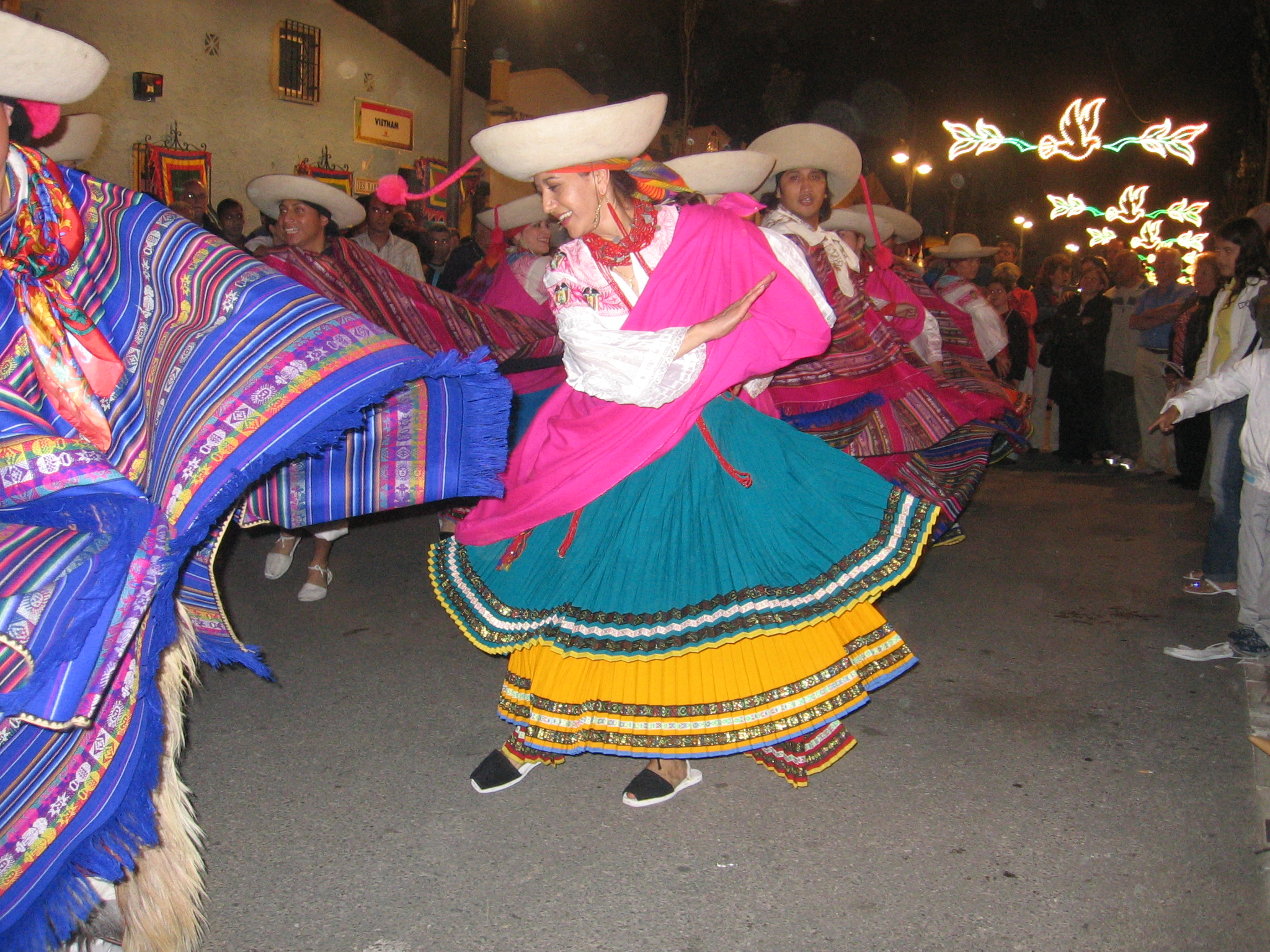
Grupo folclórico iberoamericano durante la celebración de la Feria internacional de los pueblos en Fuengirola y Mijas

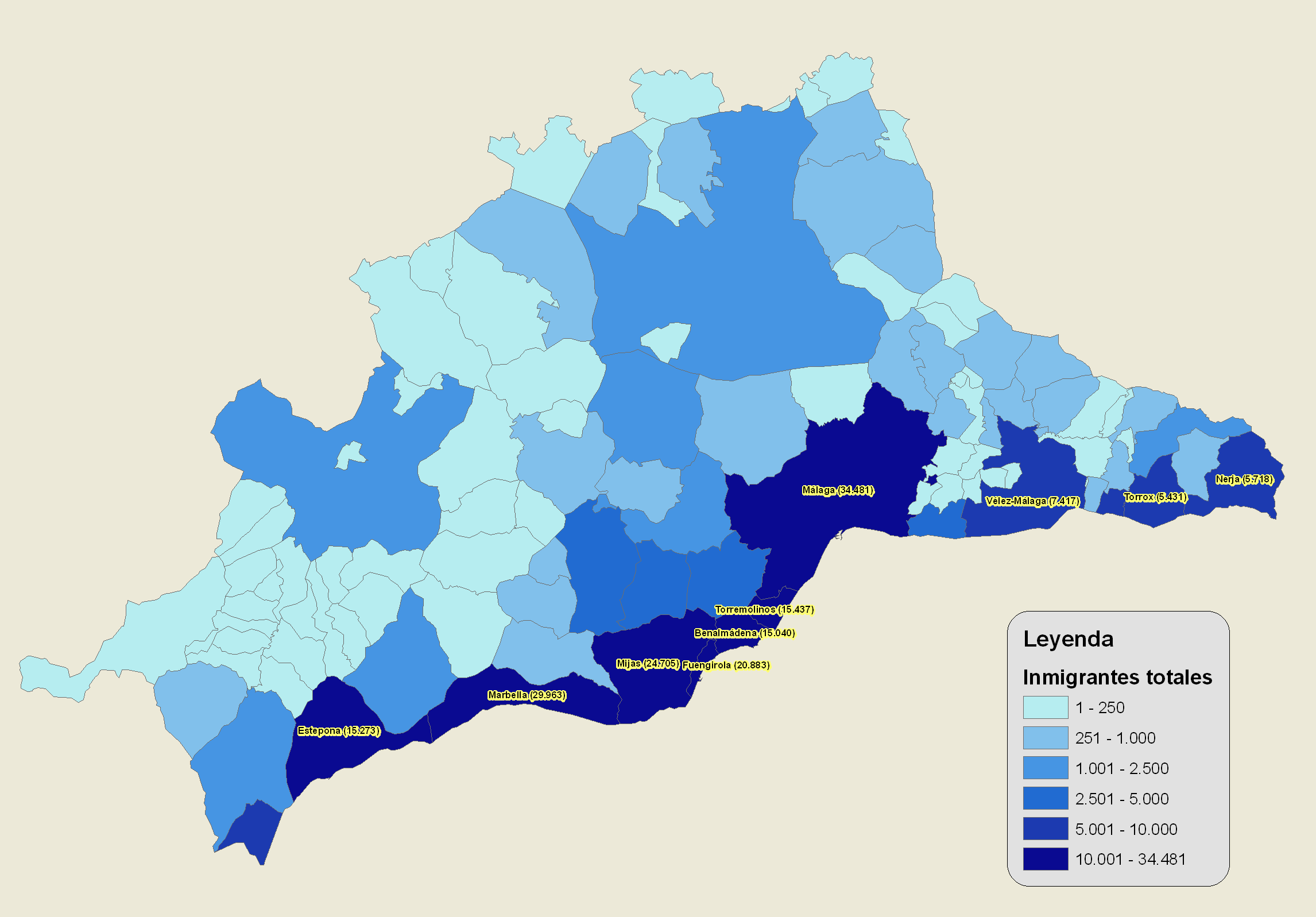
Mapa municipal de inmigrantes en la Provincia de Málaga en 2007

La provincia de Málaga cuenta a 1 de enero de 2024 con una población de 1 774 701 habitantes, lo que la convierte en la segunda provincia más poblada de Andalucía y la sexta de España. La demografía malacitana, ha experimentado un fuerte crecimiento durante las últimas décadas en comparación tanto con la media autonómica como con la nacional. Además, la provincia cuenta con una gran cantidad de habitantes no empadronados, una población flotante que podría alcanzar los 600.000 habitantes.
La población se concentra principalmente en el área metropolitana de Málaga y a lo largo de la franja costera. En el interior destacan los municipios de Antequera, Ronda o Alhaurín de la Torre, con más de 37 000 habitantes. La densidad de población supera tanto a la media andaluza como a la española, alcanzando los 242,84 hab/km².
Málaga es una provincia con clara vocación cosmopolita y posee un porcentaje cercano al 20 % de población extranjera, compuesta principalmente por ciudadanos de la Unión Europea. Entre ellos destaca la comunidad británica con cerca de 73 000 residentes. Respecto a la C. A. andaluza, la provincia malagueña concentra más del 50 % de los ciudadanos extranjeros procedentes de países como Reino Unido, Alemania, Italia, Finlandia o Argentina, entre otros, y el 46 % del total de los ciudadanos europeos que residen en Andalucía.

### Distribución
La provincia de Málaga es la 14.ª de España en que existe un mayor porcentaje de habitantes concentrados en su capital (34,79 %, frente a 31,96 % del conjunto de España).
| País        | Total  | % Total Ext. | % Total CC.AA. | % Pob.' |
| ----------- | ------ | ------------ | -------------- | ------- |
| Reino Unido | 72 852 | 25,7%        | 62,1%          | 4,5%    |
| Marruecos   | 29 261 | 10,3%        | 24,7%          | 1,8%    |
| Alemania    | 16 761 | 5,9%         | 60,8%          | 1%      |
| Rumania     | 14 230 | 5%           | 14,3%          | 0,9%    |
| Italia      | 11 877 | 4,2%         | 56,2%          | 0,7%    |
| Argentina   | 17 929 | 9,85%        | 53,2%          | 0,67%   |
| Paraguay    | 8084   | 2,8%         | 66,2%          | 0,5%    |
| Ucrania     | 7354   | 2,6%         | 59,5%          | 0,45%   |
| Francia     | 7242   | 2,5%         | 45%            | 0,4%    |
| Finlandia   | 6600   | 2,3%         | 96%            | 0,4%    |
| Colombia    | 6535   | 2,3%         | 30,2%          | 0,4%    |
| China       | 5794   | 2%           | 35,8%          | 0,35%   |

### Municipios más poblados
De acuerdo al padrón municipal del INE los veinte municipios más poblados de la provincia en 2024 fueron:

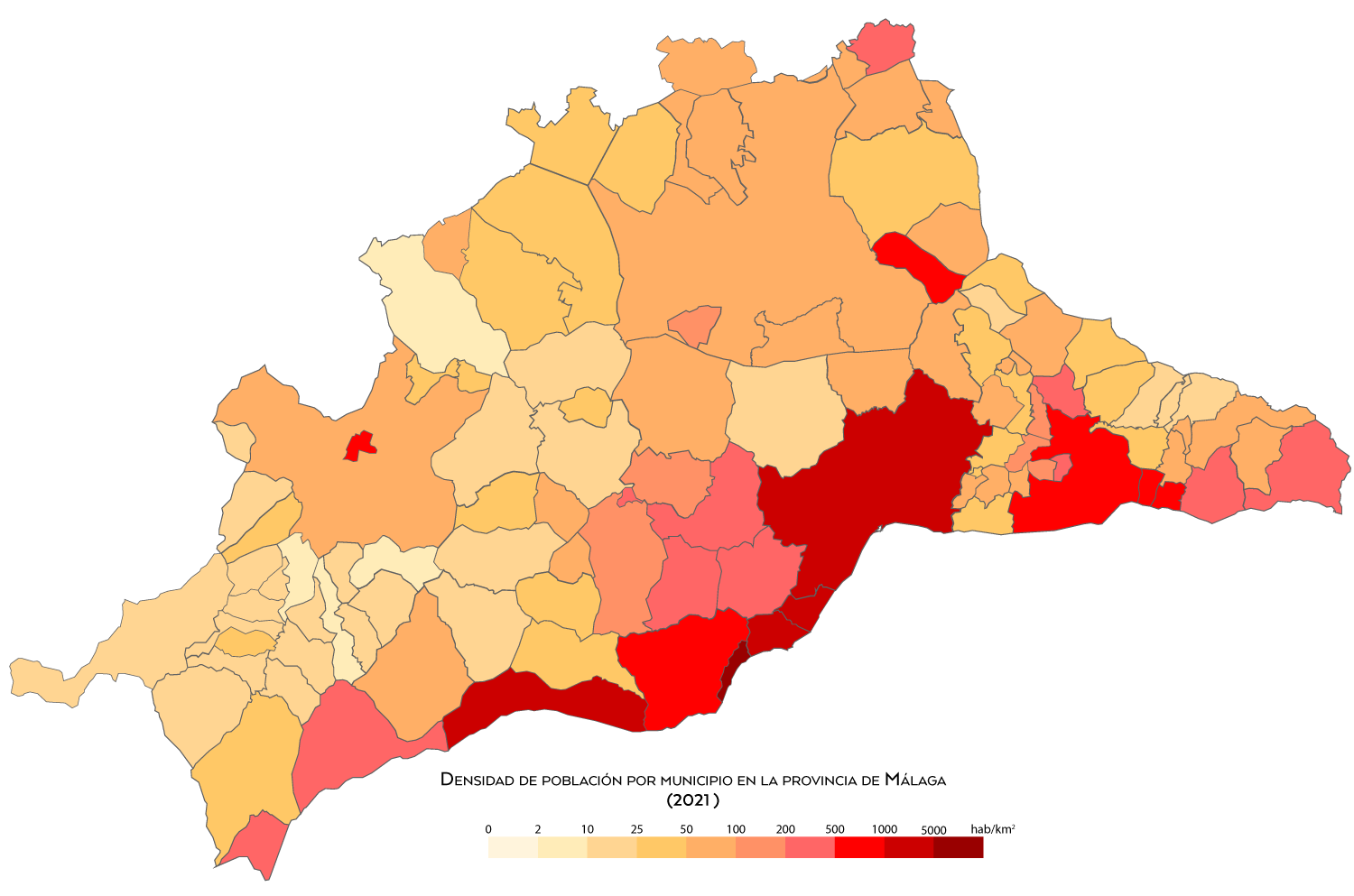
Densidad de población 2021
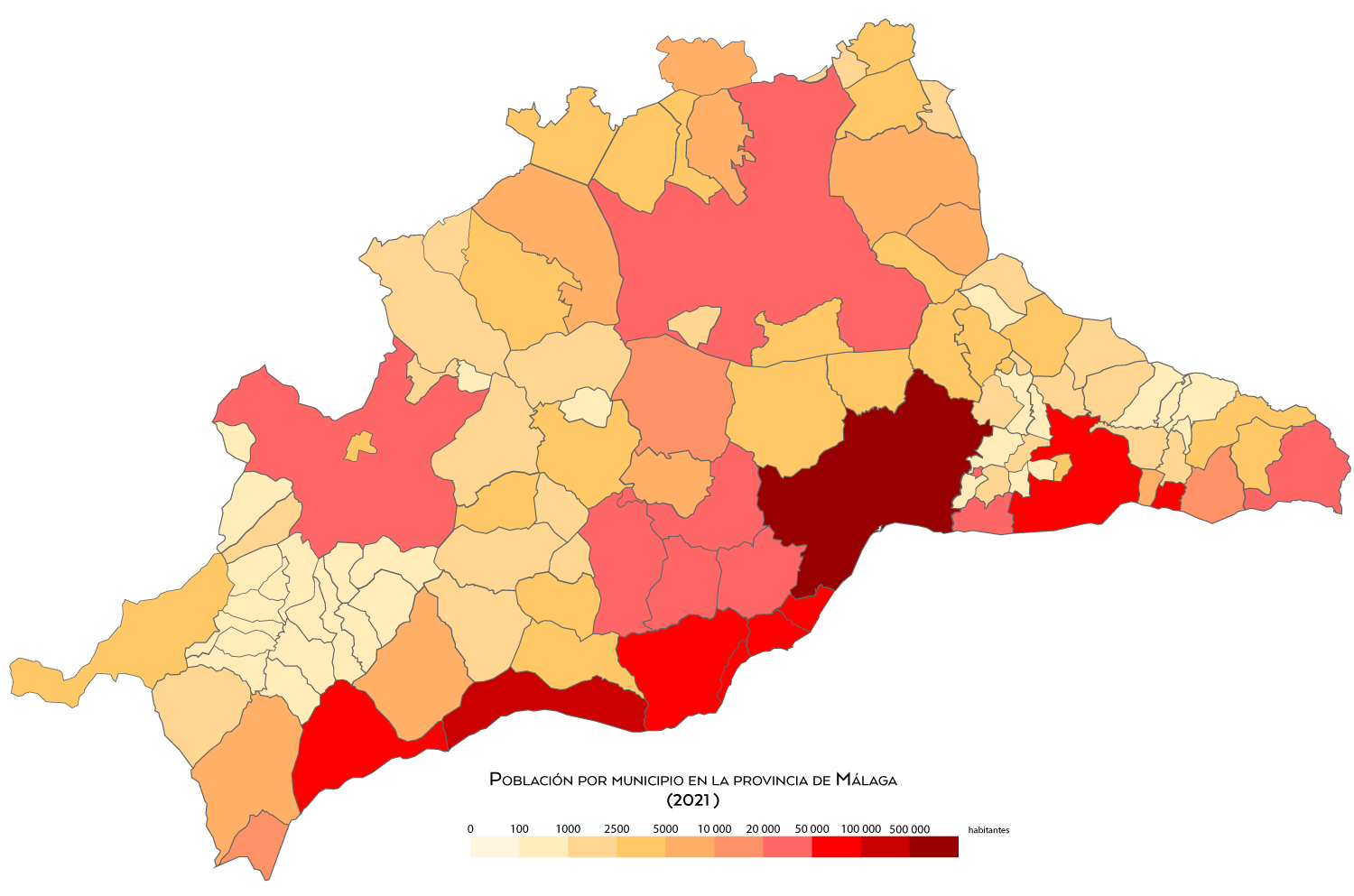
Mapa de población por municipios en la provincia de Málaga
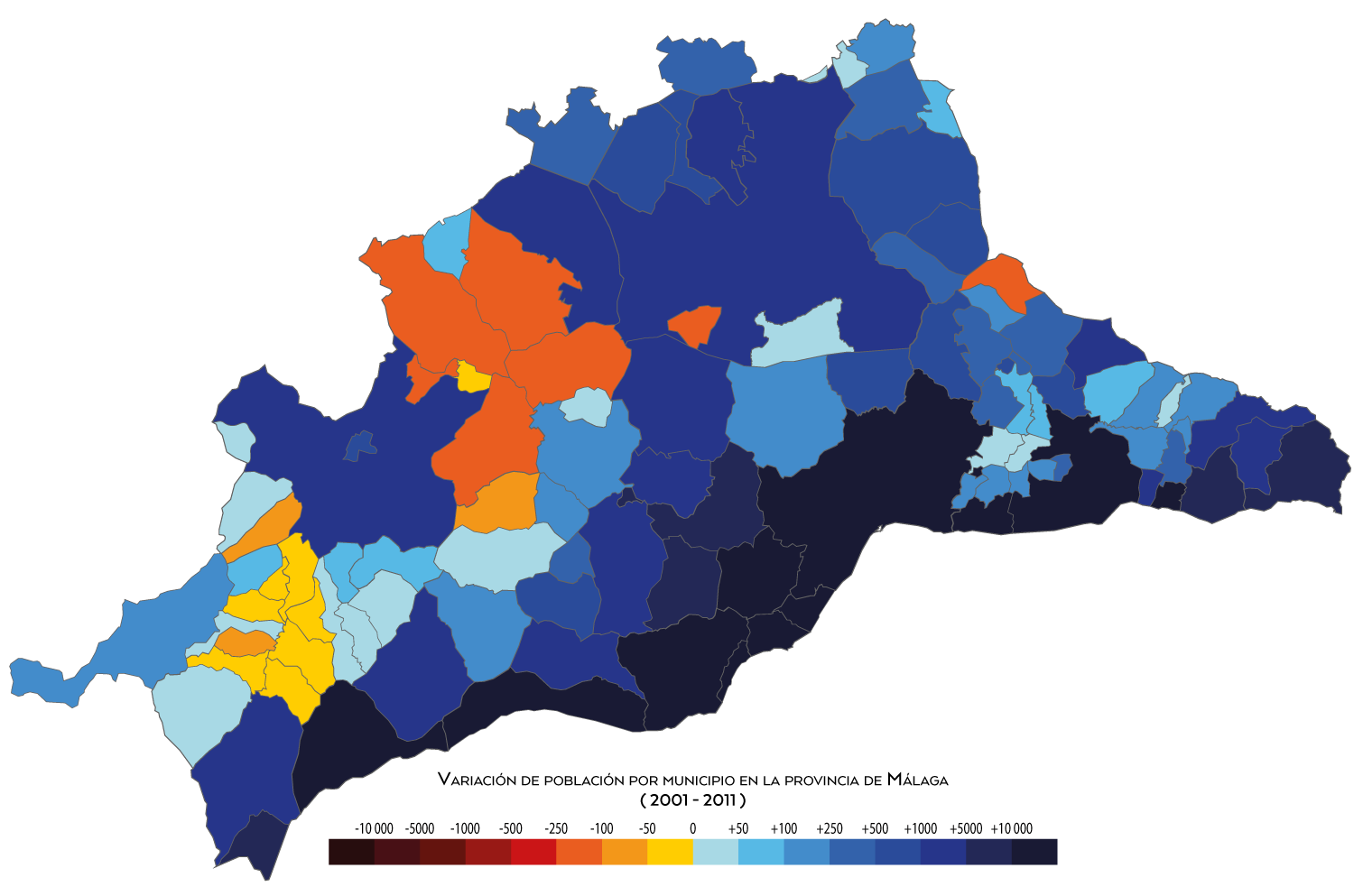
Variación de la población municipal 2001-2011
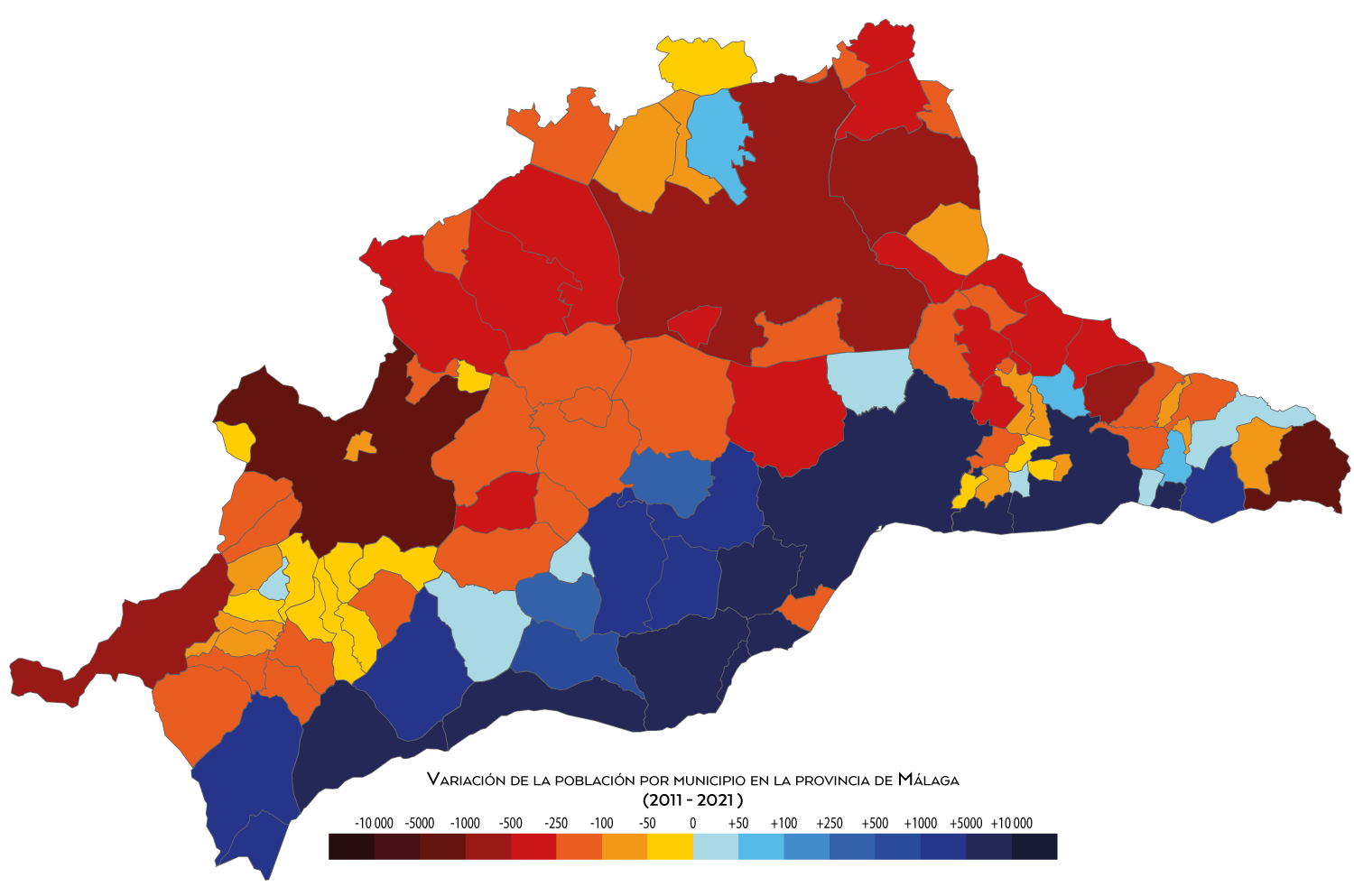
Variación de la población municipal 2011-2021

## Política y administración

### Gobierno provincial

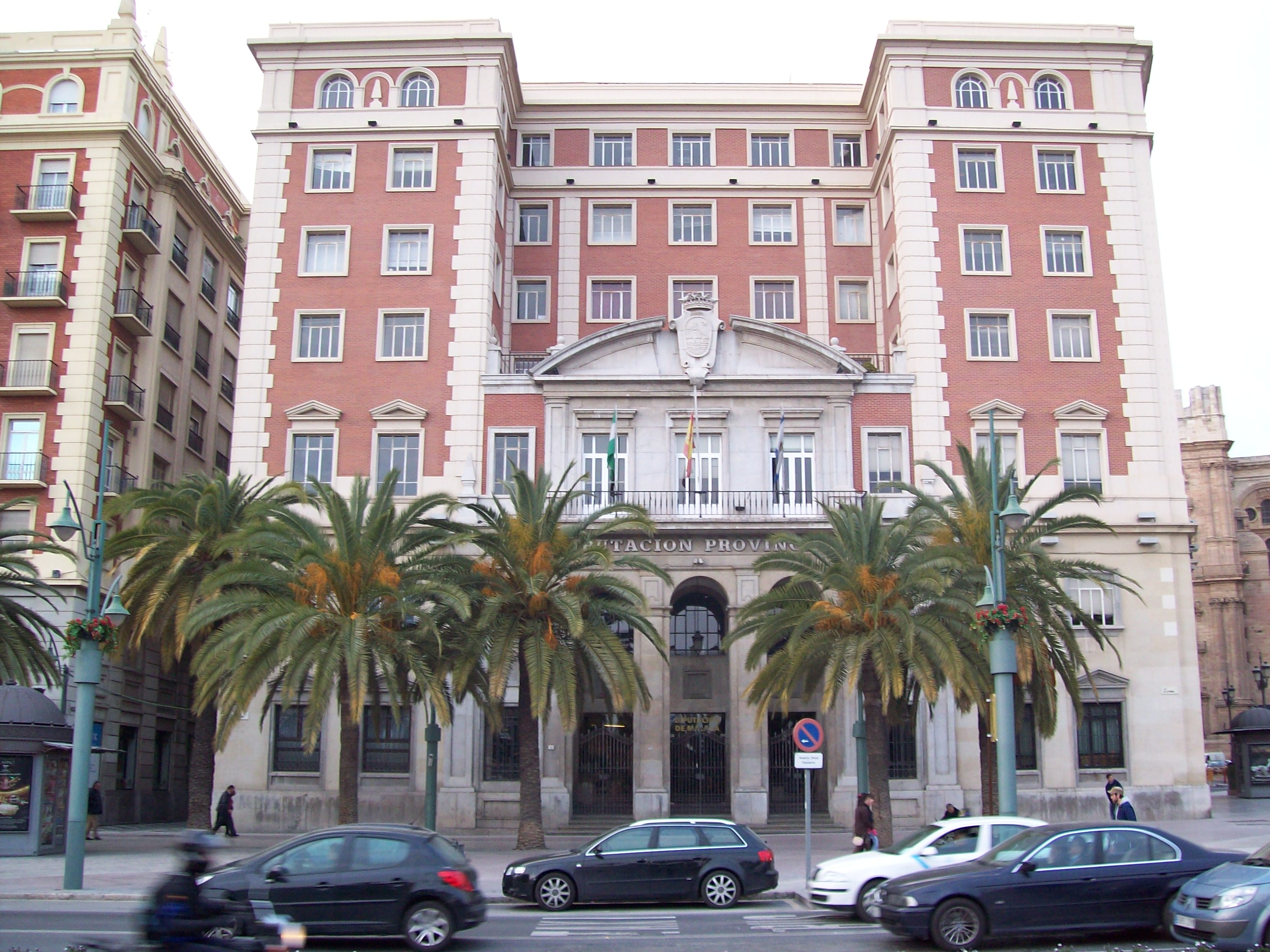
Antiguo Palacio de la Diputación, en la plaza de la Marina de Málaga

El Gobierno y la administración autónoma de la provincia corresponden a la Diputación Provincial de Málaga, organismo análogo al de las restantes provincias españolas. La Diputación fue creada en 1836, a raíz de la organización de España en provincias. En aquella época ejerció competencias en materia de obras públicas, educación, beneficencia, así como funciones intermedias entre los municipios y la administración del estado. El 26 de abril de 1979 (Día de la Provincia de Málaga) se constituyó como organismo democrático a la par del proceso de transición que se desarrollaba en España.
Integran la Diputación Provincial, como órganos de Gobierno de la misma, el presidente, los vicepresidentes, la Corporación, el Pleno y las Comisiones informativas. Su presidente es Elías Bendodo, miembro del Partido Popular, elegido en 2011.

### Organización territorial

Partidos judiciales

En la organización territorial de la provincia se distingue el nivel comarcal, el municipal y las entidades locales autónomas. Para las distintas políticas sectoriales se ha realizado una comarcalización ad hoc. Así, existen comarcas judiciales (partidos judiciales), turísticas, sanitarias, etc., utilizadas para la planificación y ordenación de los equipamientos públicos. La de mayor tradición histórica es la comarcalización judicial, que divide la provincia en once partidos judiciales, cuyas cabezas son: Antequera, Vélez-Málaga, Málaga, Ronda, Fuengirola, Marbella, Estepona, Torrox, Coín, Archidona y Torremolinos.
Como establece el artículo 137 de la Constitución Española, la provincia de Málaga se divide en municipios con autonomía de gestión y poderes ejecutivo y legislativo propios. Los municipios pueden estar compuestos por varias entidades de población. También pueden estar agrupados en organizaciones supramunicipales y mancomunidades de diversa índole que gestionan aspectos de interés mutuo como el turismo, el abastecimiento de aguas, vertederos, etc.

#### Comarcas
La división comarcal de mayor difusión en la provincia está regulada por la Diputación de Málaga, que establece 9 comarcas:
| Mancomunidad             | Extensión (km²) | Población (2024) | Densidad (hab/km²) | Municipios | Mapa comarcal |
| ------------------------ | --------------- | ---------------- | ------------------ | ---------- | ------------- |
| Antequera                | 1147,7          | 66 186           | 57,7               | 7          |               |
| Axarquía                 | 1023,2          | 231 307          | 226,1              | 31         |               |
| Costa del Sol Occidental | 804             | 600 823          | 747,3              | 9          |               |
| Guadalteba               | 790,1           | 24 513           | 31                 | 9          |               |
| Málaga-Costa del Sol     | 395             | 591 637          | 1497,9             | 1          |               |
| Nororma                  | 435,2           | 27 285           | 62,7               | 7          |               |
| Serranía de Ronda        | 1225,4          | 50 982           | 41,6               | 22         |               |
| Sierra de las Nieves     | 680,5           | 23 642           | 34,7               | 9          |               |
| Valle del Guadalhorce    | 805,4           | 156 761          | 194,7              | 8          |               |

### Política estatal y autonómica
La provincia de Málaga es una de las 52 circunscripciones electorales utilizadas como distritos electorales desde 1977 para la cámara baja de las Cortes Generales, el Congreso de los Diputados, y una de las 60 de la cámara alta, el Senado. Además, desde el establecimiento del Gobierno autonómico de Andalucía en 1982, es al mismo tiempo una las ocho circunscripciones electorales para el Parlamento Andaluz.
En virtud de la ley electoral española, en las elecciones generales de 1977 se eligieron por Málaga 8 miembros del Congreso. Esa cifra se aumentó a 9 miembros para las elecciones generales de 1986 y a 10, para las de 1989, cifra que se mantiene desde entonces. En el caso del Parlamento de Andalucía, a la circunscripción de Málaga corresponden 16 de un total de 109 escaños, según lo dispuesto en el artículo 17 de la Ley 1/1986, de 2 de enero, Electoral de Andalucía.

### Política municipal
Los partidos con mayor presencia en el conjunto de los distintos municipios de la provincia de Málaga son los partidos mayoritarios de ámbito estatal y autonómico: PP, PSOE-A e IULV-CA.

## Economía

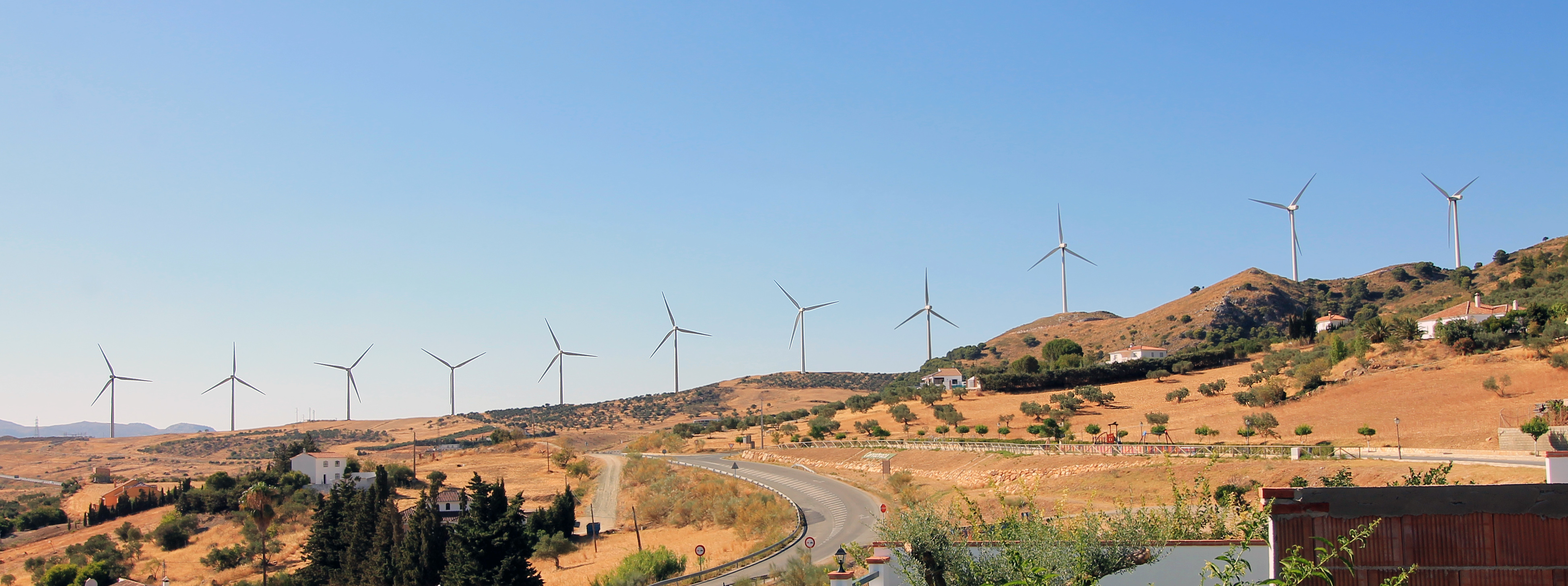
Parque eólico en la sierra de Baños

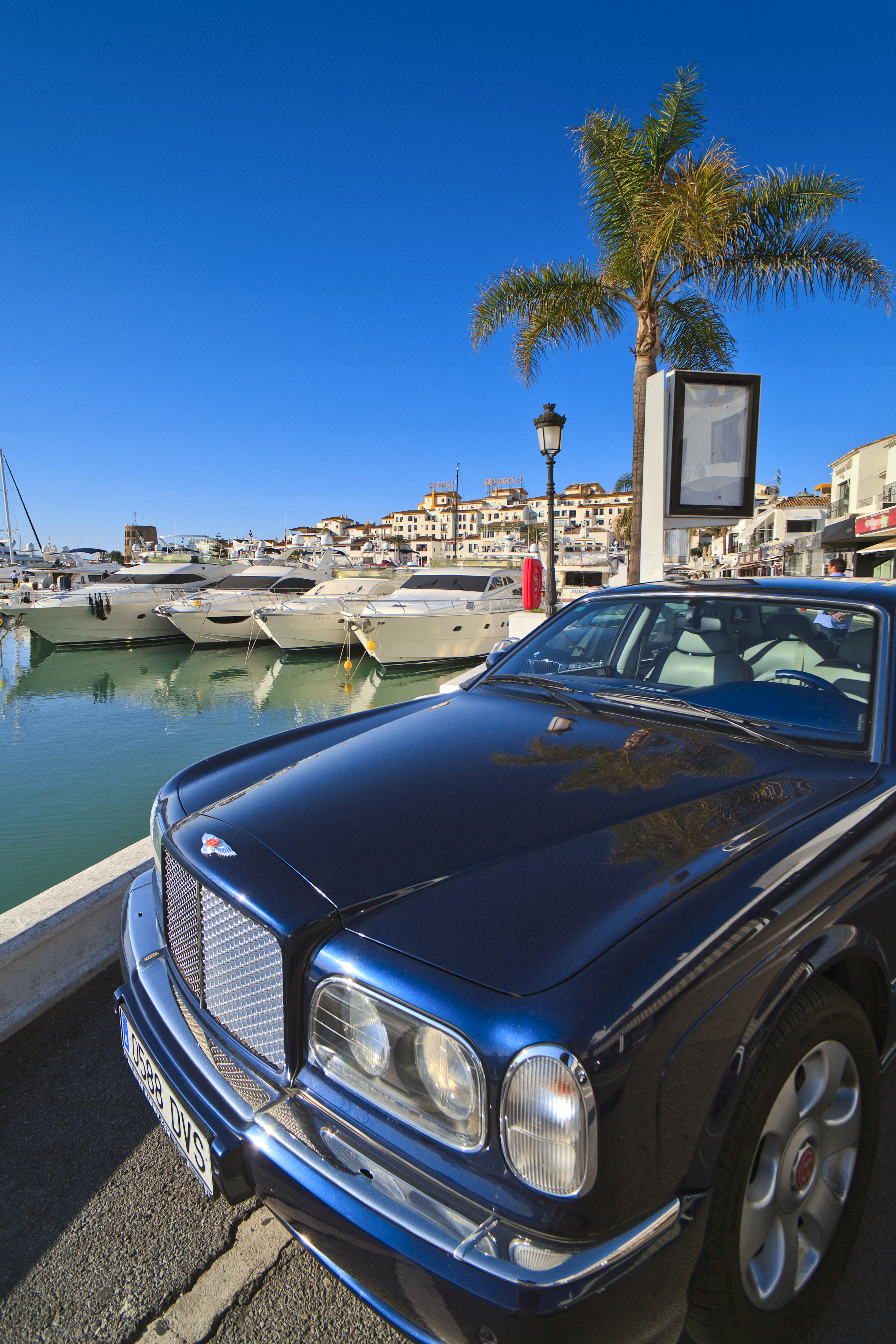
Puerto Banús, exponente del turismo de alto poder adquisitivo en Marbella y la Costa del Sol

La economía de la provincia de Málaga es la segunda del conjunto de todas las de las provincias andaluzas. Según el Anuario económico de La Caixa 2011 el índice de actividad económica de la provincia malagueña, cuyo valor refleja el peso relativo de la actividad económica respecto al total de España (100 000), sería de 3106 puntos.
Históricamente la provincia de Málaga ha tenido en la agricultura y en el comercio de productos agrarios y manufacturados las mayores fuentes de creación de riqueza. La estructura productiva contemporánea se configura durante los años 1960, cuando se produce un acelerado proceso de industrialización a la par con el resto de España, pero con la peculiaridad del enorme peso adquirido por el sector turístico en la Costa del Sol. En el siglo XXI continúa la tendencia nacional en cuanto a la tercialización de la economía. Así, el sector servicios genera las tres cuartas partes de la actividad y en torno al 70 % del empleo, mientras que la agricultura continúa en retroceso.
| Categoría             | N.º de establecimientos | N.º de plazas |
| --------------------- | ----------------------- | ------------- |
| 5 estrellas Gran Lujo | 10                      | 4349          |
| 5 estrellas           | 14                      | 3871          |
| 4 estrellas           | 154                     | 52 158        |
| 3 estrellas           | 131                     | 17 244        |
| 2 estrellas           | 115                     | 4978          |
| 1 estrella            | 58                      | 1734          |

El turismo y la construcción han sido en gran medida los motores de la economía provincial, aunque la provincia cuenta también con un importante tejido industrial, destacable en el sector de las nuevas tecnologías.
Las exportaciones de la provincia alcanzaron en 2017 los 2198 millones de euros.
De acuerdo con los datos de la AEAT de 2018, los municipios de la provincia de mayor renta bruta media son Benahavís, Rincón de la Victoria, Marbella, Málaga y Alhaurín de la Torre.

### Sector pesquero

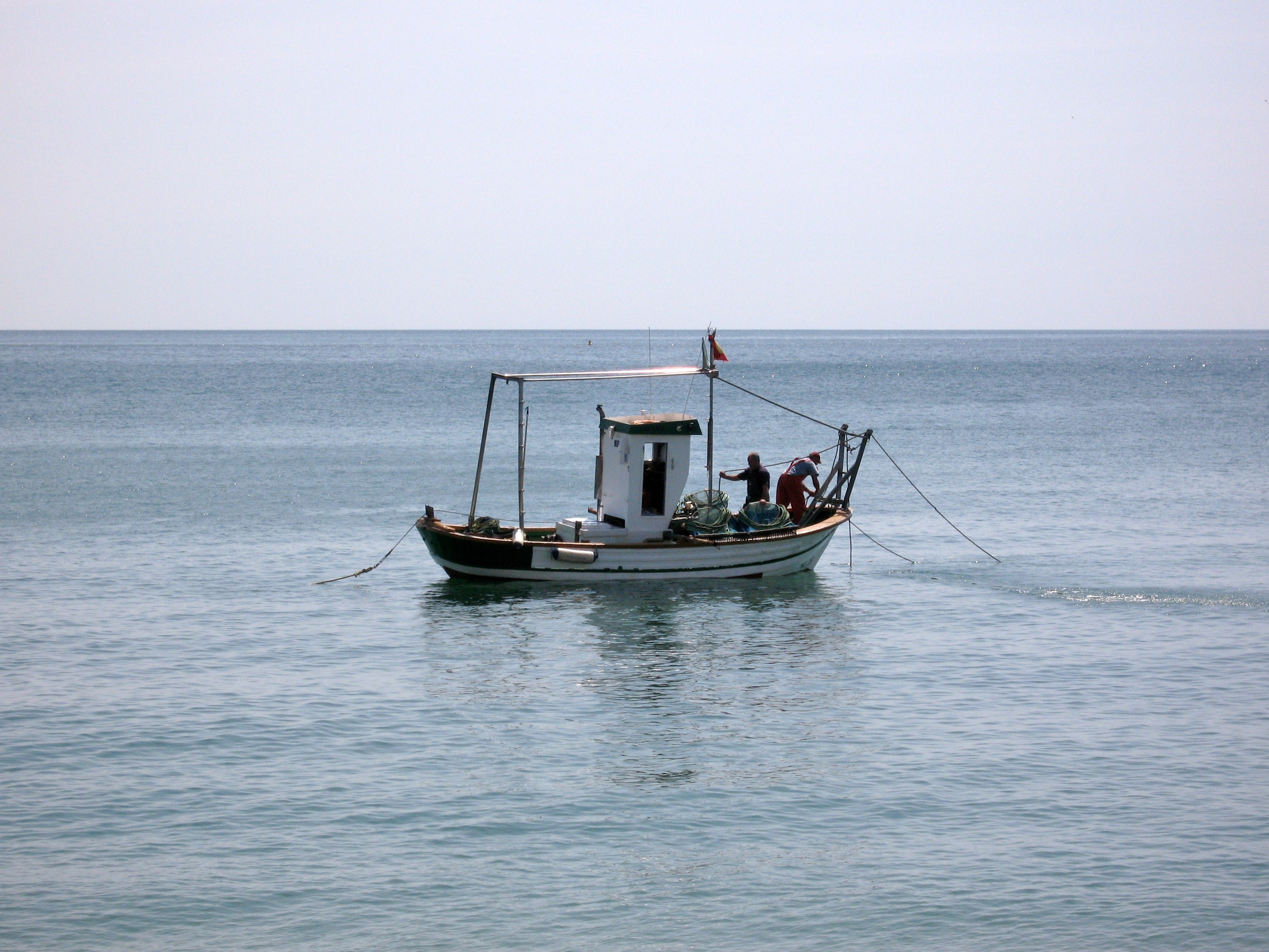
Pequeño barco de pesca en la costa malagueña

El sector pesquero malagueño posee gran tradición como fuente de renta y generación de empleo en la captura, la comercialización y en la transformación de los productos de la pesca. Sin embargo, en la actualidad, la industria pesquera malagueña atraviesa un período recesivo, pues parte de sus caladeros y recursos pueden haber sobrepasado el límite permisible de captura
Según datos de 2008, unas 800 familias de la provincia viven de la pesca. La flota malagueña está integrada por 340 barcos (45 de cerco, 57 de arrastre, 238 de artes menores, 140 de marisqueros y 98 de otras artes) de los que solo 235 faenan regularmente. Este contingente capturó en 2007, según la Consejería de Agricultura y Pesca, unos 14,5 millones de kilos que tuvieron un valor conjunto de 25,5 millones de euros brutos.
La flota pesquera se agrupa en cinco cofradías en los puertos de Estepona, Marbella, Fuengirola, Málaga y Vélez-Málaga, reuniendo esta última un tercio de la flota.

## Transporte

### Transporte aéreo
El aeropuerto de Málaga-Costa del Sol es el primer aeropuerto de Andalucía y el cuarto de España en número de viajeros. En 2019 registró 144 920 vuelos y 19 856 299 pasajeros (un 2,5% más que en 2018), de los que 16 851 281 corresponden a vuelos internacionales (+4%) lo que supone alrededor del 85% del tráfico internacional de la región y lo sitúa como la principal infraestructura de comunicaciones de Andalucía, la puerta de la región hacia el mundo y el gran aeropuerto del sur de la península y del norte de África. Más de 50 compañías aéreas (53 en total) mantienen conexiones internacionales directas con 136 ciudades de todo el mundo, fundamentalmente de toda Europa, pero también del Norte de África, Oriente Medio (Catar, Kuwait y Arabia Saudí) y Norteamérica (Nueva York, Toronto y Montreal), además de vuelos nacionales a las principales ciudades españolas. Desde 1996 opera también un servicio de línea regular de helicópteros entre el aeropuerto de Málaga y el helipuerto de Ceuta, que transporta cada año a unos 20 000 pasajeros.
El aeropuerto está comunicado con la ciudad a través del autobús urbano las 24 horas del día (la línea A, Aeropuerto - Paseo del Parque) y de numerosos autobuses interurbanos con destino a la Costa del Sol, al igual que por tren de cercanías. Desde 2010 cuenta con una tercera terminal y desde junio de 2012 con una segunda pista de vuelos.

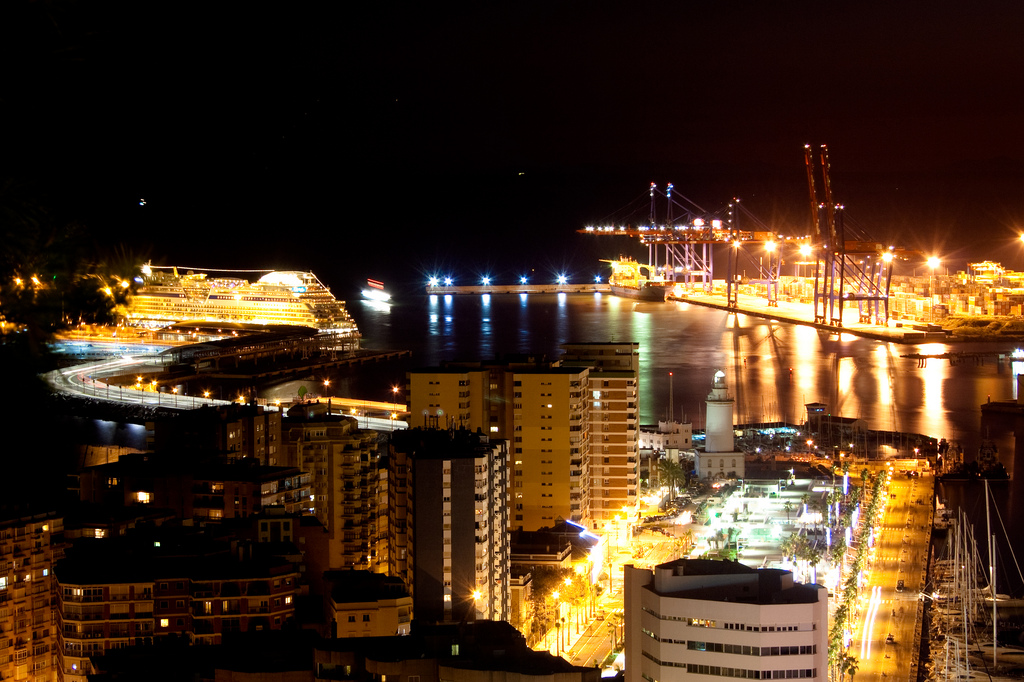
Puerto de Málaga

### Transporte marítimo
Por mar a través del Puerto de Málaga, la capital de la provincia se comunica con varios puertos del mar Mediterráneo, siendo en la actualidad el segundo puerto de cruceros turísticos de España tras Barcelona, si bien el único servicio de línea regular es el ferry que une Málaga con Melilla. Desde la década de los 90 se está llevando a cabo una remodelación para integrar el puerto en la ciudad, ampliar los muelles y diques, y construyendo diferentes edificios y museos. También existen otros puertos en Málaga de uso deportivo: el Puerto El Candado y el Puerto deportivo del Real Club Mediterráneo.
En la provincia encontramos numerosos puertos esencialmente pesqueros y deportivos: Puerto Banús, Puerto Marina, el Puerto de La Bajadilla, el Puerto de Fuengirola, el Puerto de La Caleta de Vélez, el Puerto de Estepona, Puerto de Cabopino, el Puerto de la Duquesa y el Puerto Deportivo de Marbella.
En 2011 entró en funcionamiento un servicio de Aqua Taxi pionero en España que tenía planes de unir el Puerto de Málaga con los de Benalmádena, Fuengirola, Marbella y Puerto Banús en embarcaciones de hasta 12 pasajeros. Los planes contemplaban su ampliación hasta Gibraltar y Nerja  pero dejó de existir . 

#### Faros marinos
- Faro de Torrox
- Faro de Torre del Mar
- La Farola de Málaga
- Faro de Punta de Calaburras de Mijas
- Faro de Marbella
- Faro de Punta Doncella de Estepona

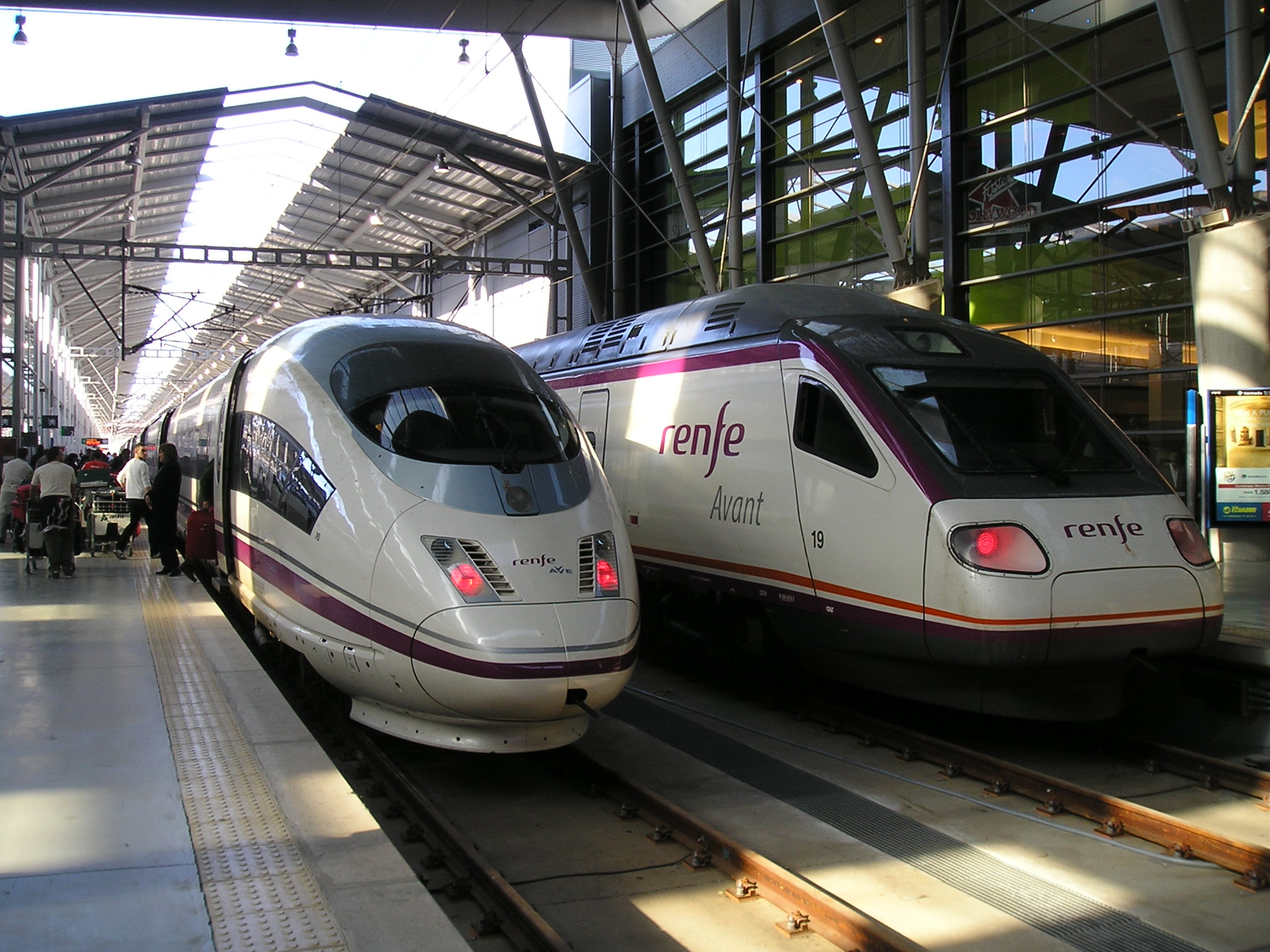
Interior de la Estación de Málaga-María Zambrano de Málaga

### Transporte ferroviario
Desde de la nueva Estación de Málaga-María Zambrano de Adif, se une la capital con algunas poblaciones de la provincia, especialmente de la Costa del Sol y el valle del Guadalhorce, a través de la red de Cercanías Málaga, y con el resto de España con trenes diarios a Madrid, Barcelona y Córdoba, entre otros destinos.

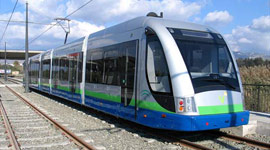
Tranvía de Vélez-Málaga

La línea de alta velocidad (AVE) Málaga-Córdoba se inauguró el 23 de diciembre de 2007, reduciendo a dos horas y media el viaje a Madrid. A través de esta línea se conecta la ciudad con Antequera-Santa Ana, Puente Genil, Puertollano y Ciudad Real. Del mismo modo se establece una línea AVE entre Málaga y Sevilla utilizando las vías Málaga-Córdoba-Sevilla, ahorrando 35 minutos de trayecto. Además, también dispone de conexiones AVE con trenes directos hacia Valencia y Barcelona, pasando por Zaragoza.
Aparte de los servicios de alta velocidad, cuenta con recorridos de Media Distancia, los únicos dos trayectos con servicio de pasajeros tienen destino a Sevilla y Ronda, circulando ambos a través de El Chorro.

### Red viaria
Los principales ejes viarios de la provincia son los que forman parte de la Red de Carreteras del Estado, de interés nacional y construidos y conservados por el Gobierno de España. Destaca el eje costero de la autovía del Mediterráneo, construido en la década de 1980 en su tramo entre Málaga y Marbella y que fue una de las primeras autovías gratuitas de Andalucía. En los años 1990 se amplió esta autovía por sus extremos hasta Estepona y Nerja, y se desdobló el acceso viario a Málaga desde Antequera conectando con el interior de Andalucía y España. Igualmente se puso en servicio una autopista de peaje entre Fuengirola y Estepona, ampliada posteriormente hasta el límite provincial con Cádiz. En la década de los 2000 la autovía costera finalmente alcanzó las fronteras de la provincia, y en la de 2010, concluyeron varios proyectos con el fin de descongestionar el tráfico de la provincia. Se abrió al tráfico la segunda circunvalación de la capital y una autopista de peaje hacia el Puerto de las Pedrizas; también se hicieron actuaciones en autovías urbanas como el nuevo acceso al Aeropuerto y el soterramiento de la autovía por San Pedro Alcántara.
La red autonómica tiene un carácter secundario pero igualmente fundamental, no solo para los trayectos provinciales, sino también para los regionales y nacionales. Destaca la A-92, una autovía transversal construida sobre antiguas carreteras nacionales que une Sevilla con Almería, pasando por el norte de la provincia de Málaga. Fue construida en la década de 1990; posteriormente fue complementada con un atajo para acortar los trayectos entre Málaga y Granada, y por consiguiente con Madrid. La otra autovía autonómica de la provincia es la A-357 que empezó conectando el centro de Málaga con el nuevo campus universitario y el Parque Tecnológico de Andalucía, y en sucesivas ampliaciones alcanzó diversos municipios del Valle del Guadalhorce. Otras carreteras destacadas de calzada única de la red autonómica son la A-384 de Antequera a Arcos de la Frontera (Cádiz), la A-397 de Ronda a San Pedro Alcántara, y la A-356 que une Vélez-Málaga con Casabermeja y por tanto con la A-45.
Las autovías y autopistas que discurren por la provincia son: 
- La  (Córdoba - Málaga)
- La  (Autopista de las Pedrizas)
- La   (Autovía del Mediterráneo)
- La   (Autopista del Mediterráneo)
- La  (Sevilla - Almería)
- La  (Autovía del Guadalhorce

### Autobús interurbano
Desde la estación de autobuses de Málaga, gestionada por la EMT, situada en el paseo de los Tilos, junto a la estación de tren María Zambrano, se conecta a la capital con todos los municipios de la provincia, y las principales ciudades de España y de Europa.
Para facilitar las comunicaciones con la periferia, en febrero de 2005 entró en vigor el billete único del Consorcio de Transporte Metropolitano del Área de Málaga, que coordina las líneas de autobús urbano de Málaga y Alhaurín de la Torre, y las líneas que conectan la ciudad con los municipios del área metropolitana de Málaga. En la actualidad, se puede utilizar la tarjeta del Consorcio en el tren de cercanías y en el futuro, englobará el metro. Los vehículos son de color beige, y el número de línea tiene tres cifras, precedidas de una M (Metropolitana)
Existe a su vez una estación de autobuses en el Muelle Heredia, rehabilitada por el Consorcio de Transporte en 2010, en el centro de la ciudad, junto al Puerto de Málaga, con destino a diversas localidades de su área metropolitana: Rincón de la Victoria, Vélez-Málaga, Churriana, Campanillas, Torremolinos, Benalmádena, la Barriada del Sexmo (Cártama) y la Barriada de Los Núñez (Almogía).
| Líneas interurbanas del Consorcio de Transporte | Líneas interurbanas del Consorcio de Transporte             | Líneas interurbanas del Consorcio de Transporte | Líneas interurbanas del Consorcio de Transporte |
| Línea                                           | Trayecto                                                    | Recorrido y Horarios                            | Plano                                           |
| ----------------------------------------------- | ----------------------------------------------------------- | ----------------------------------------------- | ----------------------------------------------- |
| M-110                                           | Málaga-Benalmádena Costa                                    | Recorrido y Horarios                            | Plano                                           |
| M-112                                           | Málaga-Mijas                                                | Recorrido y Horarios                            | Plano                                           |
| M-113                                           | Málaga-Fuengirola (Directo)                                 | Recorrido y Horarios                            | Plano                                           |
| M-114                                           | Mijas-Teatinos                                              | Recorrido y Horarios                            | Plano                                           |
| M-115                                           | Málaga-Benalmádena Costa (Directo)                          | Recorrido y Horarios                            | Plano                                           |
| M-116                                           | Benalmádena-Teatinos                                        | Recorrido y Horarios                            | Plano                                           |
| M-120                                           | Torremolinos-Fuengirola                                     | Recorrido y Horarios                            | Plano                                           |
| M-121                                           | Torremolinos-Benalmádena-Mijas                              | Recorrido y Horarios                            | Plano                                           |
| M-122                                           | Mijas-Fuengirola                                            | Recorrido y Horarios                            | Plano                                           |
| M-123                                           | Churriana-Benalmádena Costa                                 | Recorrido y Horarios                            | Plano                                           |
| M-124                                           | Carola-Torremolinos                                         | Recorrido y Horarios                            | Plano                                           |
| M-125                                           | Patronato-Torremolinos                                      | Recorrido y Horarios                            | Plano                                           |
| M-126                                           | Benalmádena-Torremolinos                                    | Recorrido y Horarios                            | Plano                                           |
| M-127                                           | Las Lagunas-Estación de autobuses                           | Recorrido y Horarios                            | Plano                                           |
| M-130                                           | Málaga-Santa Rosalía                                        | Recorrido y Horarios                            | Plano                                           |
| M-131                                           | Málaga-Cártama                                              | Recorrido y Horarios                            | Plano                                           |
| M-132                                           | Málaga-Alhaurín el Grande                                   | Recorrido y Horarios                            | Plano                                           |
| M-131                                           | Málaga-Alhaurín de la Torre-Pinos de Alhaurín               | Recorrido y Horarios                            | Plano                                           |
| M-134                                           | Málaga-El Sexmo                                             | Recorrido y Horarios                            | Plano                                           |
| M-135                                           | Málaga-Santa Amalia                                         | Recorrido y Horarios                            | Plano                                           |
| M-136                                           | Cártama-Alhaurín de la Torre-Plaza Mayor                    | Recorrido y Horarios                            | Plano                                           |
| M-137                                           | Gibralgalia-Pizarra                                         | Recorrido y Horarios                            | Plano                                           |
| M-140                                           | Cártama-Alhaurín de la Torre-Torremolinos (solo verano)     | Recorrido y Horarios                            | Plano                                           |
| M-142                                           | Cártama Estación-Plaza Mayor                                | Recorrido y Horarios                            | Plano                                           |
| M-143                                           | Alhaurín de la Torre-Teatinos                               | Recorrido y Horarios                            | Plano                                           |
| M-144                                           | Gibralgalia-El Sexmo                                        | Recorrido y Horarios                            | Plano                                           |
| M-150                                           | Málaga-Los Núñez                                            | Recorrido y Horarios                            | Plano                                           |
| M-151                                           | Málaga-Casabermeja-Arroyo Coche                             | Recorrido y Horarios                            | Plano                                           |
| M-160                                           | Málaga-Rincón de la Victoria-Cotomar                        | Recorrido y Horarios                            | Plano                                           |
| M-161                                           | Málaga-Totalán                                              | Recorrido y Horarios                            | Plano                                           |
| M-162                                           | Málaga-Olías                                                | Recorrido y Horarios                            | Plano                                           |
| M-163                                           | Málaga-Los Rubios                                           | Recorrido y Horarios                            | Plano                                           |
| M-220                                           | Fuengirola-Marbella                                         | Recorrido y Horarios                            | Plano                                           |
| M-221                                           | Fuengirola-Coín                                             | Recorrido y Horarios                            | Plano                                           |
| M-230                                           | Málaga-Coín (por Alhaurín de la Torre y Alhaurín el Grande) | Recorrido y Horarios                            | Plano                                           |
| M-231                                           | Málaga-Pizarra-Álora                                        | Recorrido y Horarios                            | Plano                                           |
| M-232                                           | Coín-Málaga (por Alhaurín el Grande y Cártama)              | Recorrido y Horarios                            | Plano                                           |
| M-250                                           | Málaga-Almogía-Pastelero                                    | Recorrido y Horarios                            | Plano                                           |
| M-251                                           | Málaga-Colmenar                                             | Recorrido y Horarios                            | Plano                                           |
| M-260                                           | Málaga-Vélez Málaga (por Torre Benagalbón)                  | Recorrido y Horarios                            | Plano                                           |
| M-261                                           | Málaga-Benagalbón-Moclinejo                                 | Recorrido y Horarios                            | Plano                                           |
| M-262                                           | Málaga-Benagalbón-Almáchar                                  | Recorrido y Horarios                            | Plano                                           |
| M-320                                           | Málaga-Marbella                                             | Recorrido y Horarios                            | Plano                                           |
| M-330                                           | Málaga-Zalea-El Burgo                                       | Recorrido y Horarios                            | Plano                                           |
| M-331                                           | Málaga-Zalea-Ronda                                          | Recorrido y Horarios                            | Plano                                           |
| M-332                                           | Málaga-Zalea-Algodonales                                    | Recorrido y Horarios                            | Plano                                           |
| M-333                                           | Málaga-Zalea-Alozaina                                       | Recorrido y Horarios                            | Plano                                           |
| M-340                                           | Álora-Bermejo-El Chorro                                     | Recorrido y Horarios                            | Plano                                           |
| M-341                                           | Álora-Vado del Álamo                                        | Recorrido y Horarios                            | Plano                                           |
| M-342                                           | Álora-Estación de Álora                                     | Recorrido y Horarios                            | Plano                                           |
| M-360                                           | Málaga-Olías-Comares                                        | Recorrido y Horarios                            | Plano                                           |
| M-361                                           | Moclinejo-La Cala                                           | Recorrido y Horarios                            | Plano                                           |
| M-362                                           | Málaga-Nerja (por Torre Benagalbón)                         | Recorrido y Horarios                            | Plano                                           |
| M-363                                           | Málaga-Torrox (por Torre Benagalbón)                        | Recorrido y Horarios                            | Plano                                           |
| M-364                                           | Málaga-Periana (por Torre Benagalbón)                       | Recorrido y Horarios                            | Plano                                           |
| M-365                                           | Málaga-Riogordo (por Torre Benagalbón)                      | Recorrido y Horarios                            | Plano                                           |

### Líneas de autobús urbano
| Líneas de autobús urbano | Líneas de autobús urbano                                                             | Líneas de autobús urbano                                            | Líneas de autobús urbano                 |
| Línea                    | Trayecto                                                                             | Recorrido                                                           | Frecuencia Media (Laborables)            |
| ------------------------ | ------------------------------------------------------------------------------------ | ------------------------------------------------------------------- | ---------------------------------------- |
| 1                        | Parque del Sur - Av. Europa (San Andrés)                                             | Recorrido                                                           | 8-9 minutos                              |
| 2                        | Alameda Principal - Ciudad Jardín (San José)                                         | Recorrido                                                           | 10-11 minutos                            |
| 3                        | Paseo del Parque - Puerta Blanca                                                     | Recorrido                                                           | 8 minutos                                |
| 4                        | Paseo del Parque - Cortijo Alto (Ciudad de Justicia)                                 | Recorrido                                                           | 10-11 minutos                            |
| 5                        | Universidad - Ingenierías (Hospital Clínico - Ampliación de la Ciudad Universitaria) | Recorrido                                                           | 12 minutos (20 min. en época no lectiva) |
| 6                        | Alameda Principal - La Milagrosa                                                     | Recorrido                                                           | 50 minutos                               |
| 7                        | La Térmica - Miraflores de los Ángeles                                               | Recorrido                                                           | 10-11 minutos                            |
| 8                        | Alameda Principal - Hospital Clínico                                                 | Recorrido                                                           | 11-12 minutos                            |
| 9                        | Alameda Principal - Churriana (Directo)                                              | Recorrido Archivado el 28 de septiembre de 2007 en Wayback Machine. | 50 minutos                               |
| 10                       | Alameda Principal - Churriana                                                        | Recorrido                                                           | 25-30 minutos                            |
| 11                       | Alameda Principal - El Palo                                                          | Recorrido                                                           | 8 minutos                                |
| 14                       | Paseo de la Farola - Teatinos                                                        | Recorrido                                                           | 11 minutos                               |
| 15                       | La Virreina - Santa Paula                                                            | Recorrido                                                           | 11-12 minutos                            |
| 17                       | Alameda Principal - La Palma                                                         | Recorrido                                                           | 10 minutos                               |
| 19                       | Av. M. A. Heredia - Aeropuerto                                                       | Recorrido                                                           | 55-60 minutos                            |
| 20                       | Alameda Principal - Universidad                                                      | Recorrido                                                           | 10 min. (16-18 min. en época no lectiva) |
| 21                       | Alameda Principal - Puerto de la Torre                                               | Recorrido                                                           | 12 minutos                               |
| 22                       | Av. Molière - Universidad                                                            | Recorrido                                                           | 10 min. (18-20 min. en época no lectiva) |
| 23                       | Alameda Principal - Parque Cementerio                                                | Recorrido                                                           | 25-30 minutos                            |
| 24                       | Av. M. A. Heredia - Los Prados                                                       | Recorrido                                                           | 15 minutos                               |
| 25                       | Paseo del Parque - Santa Rosalía (Campanillas)                                       | Recorrido                                                           | 14-17 minutos                            |
| 26                       | Alameda Principal - Alegría de la Huerta                                             | Recorrido                                                           | 15 minutos                               |
| 27                       | Avenida M. A. Heredia - Polígono I. Guadalhorce                                      | Recorrido                                                           | 70-80 minutos                            |
| 28*                      | Santa Águeda - Los Núñez                                                             | Recorrido                                                           | 85 minutos                               |
| 29                       | Jarazmín - El Palo                                                                   | Recorrido                                                           | 60 minutos                               |
| 30                       | Alameda Principal - Mangas Verdes                                                    | Recorrido                                                           | 45-50 minutos                            |
| 31                       | Alameda Principal - Mainake                                                          | Recorrido                                                           | 18-22 minutos                            |
| 32                       | Alameda Principal - El Limonar                                                       | Recorrido                                                           | 16-18 minutos                            |
| 33                       | Alameda Principal - Cerrado de Calderón                                              | Recorrido                                                           | 25-35 minutos                            |
| 34                       | Alameda Principal - Pedregalejo (Bda. La Mosca)                                      | Recorrido                                                           | 30-35 minutos                            |
| 35                       | Alameda Principal - Castillo de Gibralfaro                                           | Recorrido                                                           | 40-50 minutos                            |
| 36                       | Alameda de Colón - Conde de Ureña (centro histórico)                                 | Recorrido                                                           | 60 minutos                               |
| 37                       | Alameda Principal - Altamira/Monte Dorado                                            | Recorrido                                                           | 25-30 minutos                            |
| 38                       | Alameda Principal - Granja Suárez                                                    | Recorrido                                                           | 20-25 minutos                            |

## Medios de comunicación
Los principales periódicos y cadenas de televisión nacionales cuentan con oficinas en Málaga. Están presentes en la ciudad los diarios El Mundo, El País, ABC, Expansión y El Correo de Andalucía y las cadenas 101TV, TVE, Antena 3, Telecinco y Canal Sur, así como las agencias de comunicación EFE, CRNC y Europa Press.
Los diarios estrictamente locales que se editan en Málaga son Sur (del Grupo Vocento), La Opinión de Málaga (de Prensa Ibérica) y Málaga Hoy (del Grupo Joly), que centran su información en las noticias de interés local y provincial. Entre las revistas especializadas destacan El Observador y Litoral. La prensa escrita tiene una larga tradición en la ciudad, que comenzó en el siglo XIX con la publicación de La Unión Mercantil y continuó durante el siglo XX con El Popular, Sol de España y otros medios ya desaparecidos. La prensa gratuita empezó a aparecer en la década de los 90 y desde 2009 se distribuyen adn, 20 minutos y Qué!

## Personas destacadas

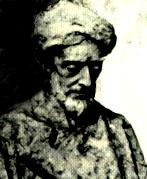
Ibn Gabirol
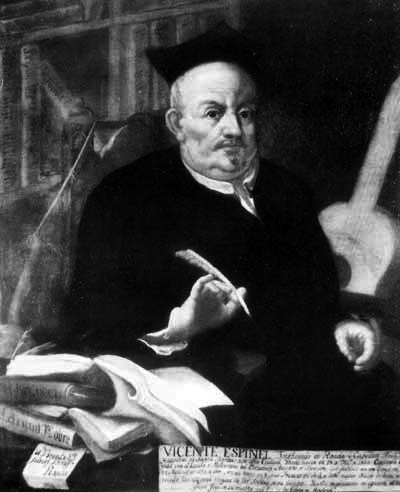
Vicente Espinel
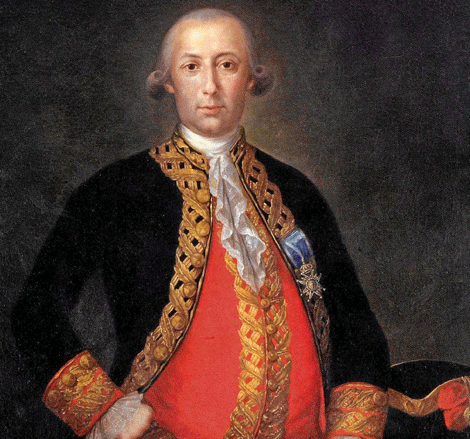
Bernardo de Gálvez
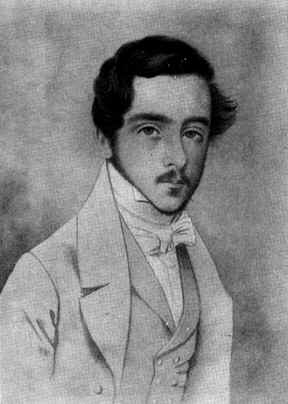
Marqués de Salamanca
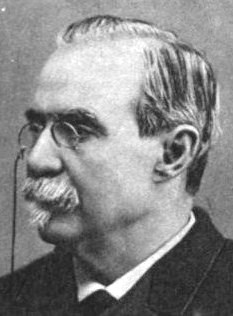
Cánovas del Castillo
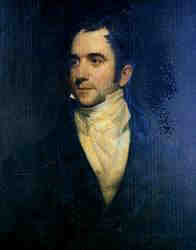
Manuel Agustín Heredia
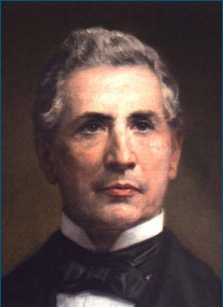
Marqués de Larios
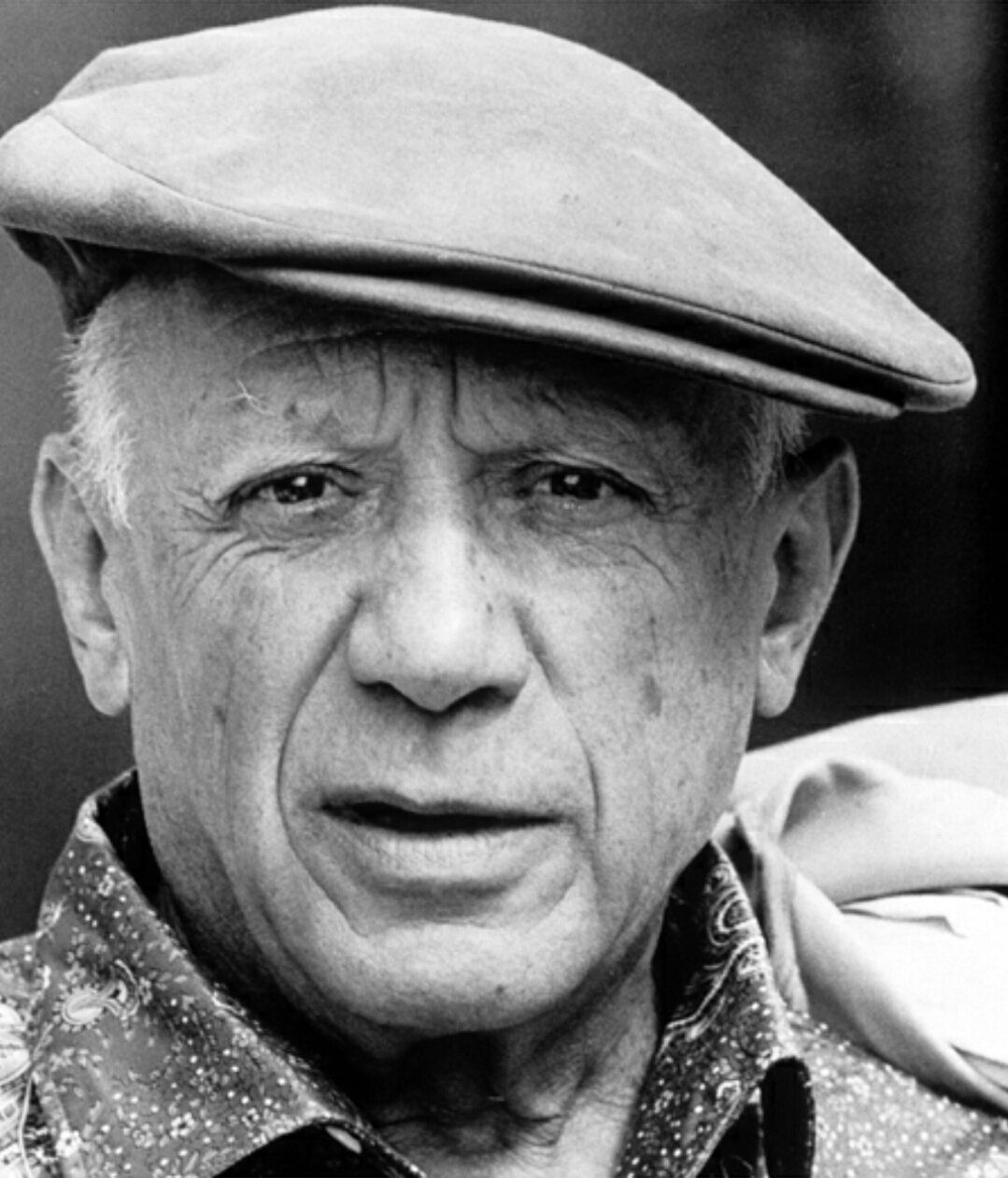
Pablo Picasso
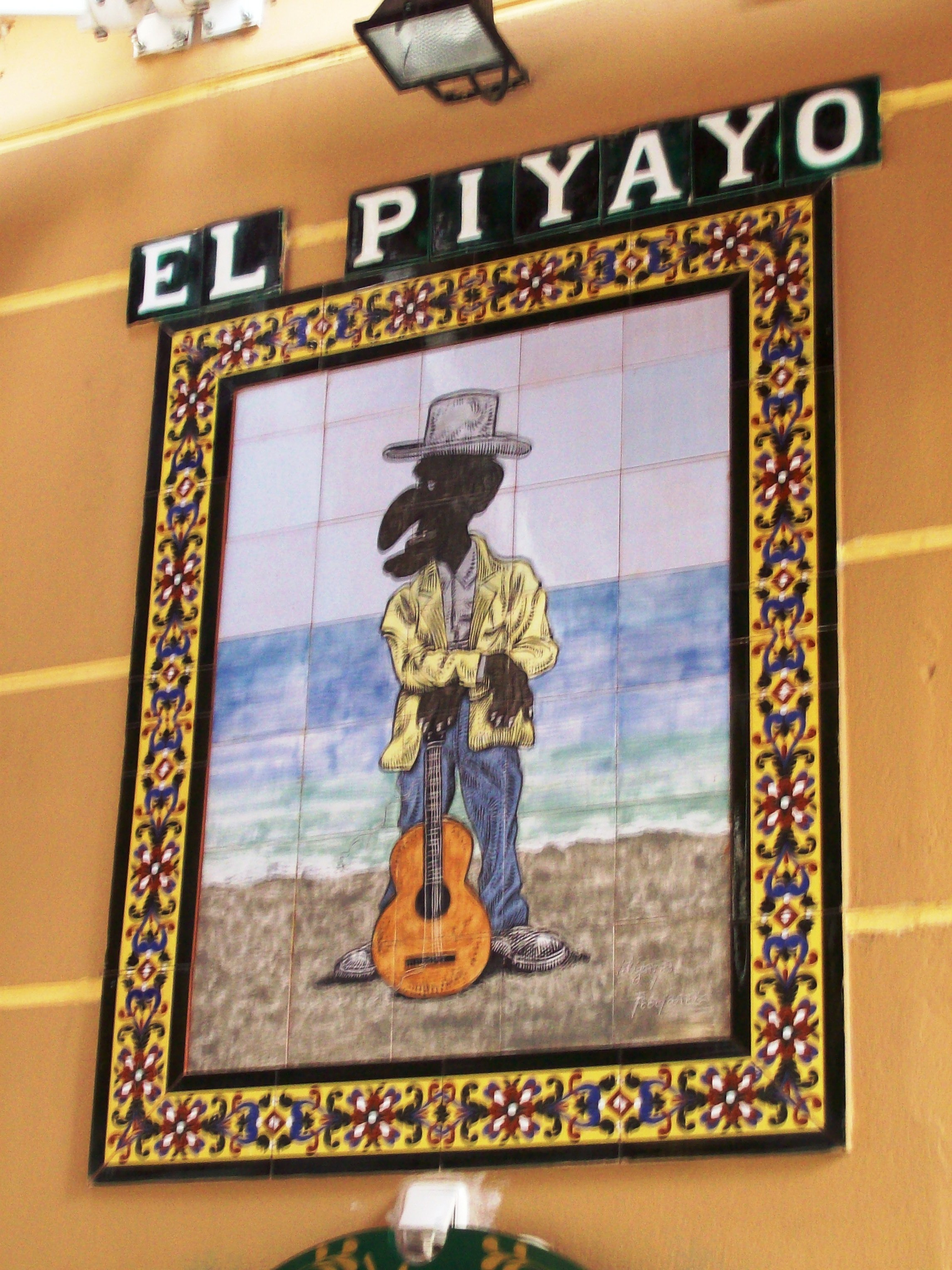
El Piyayo
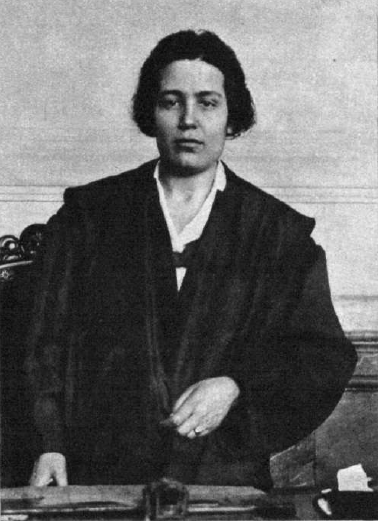
Victoria Kent
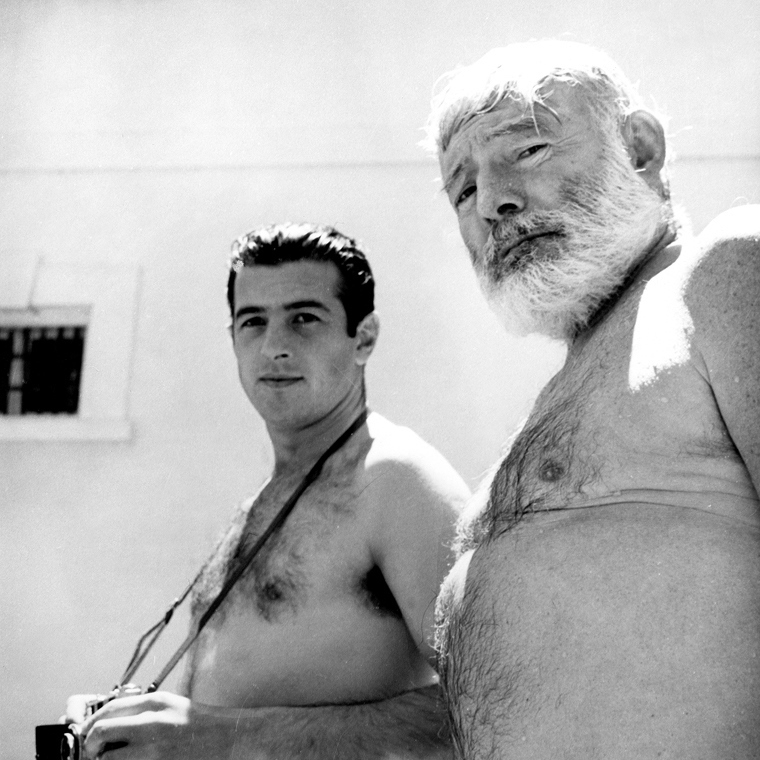
Antonio Ordoñez
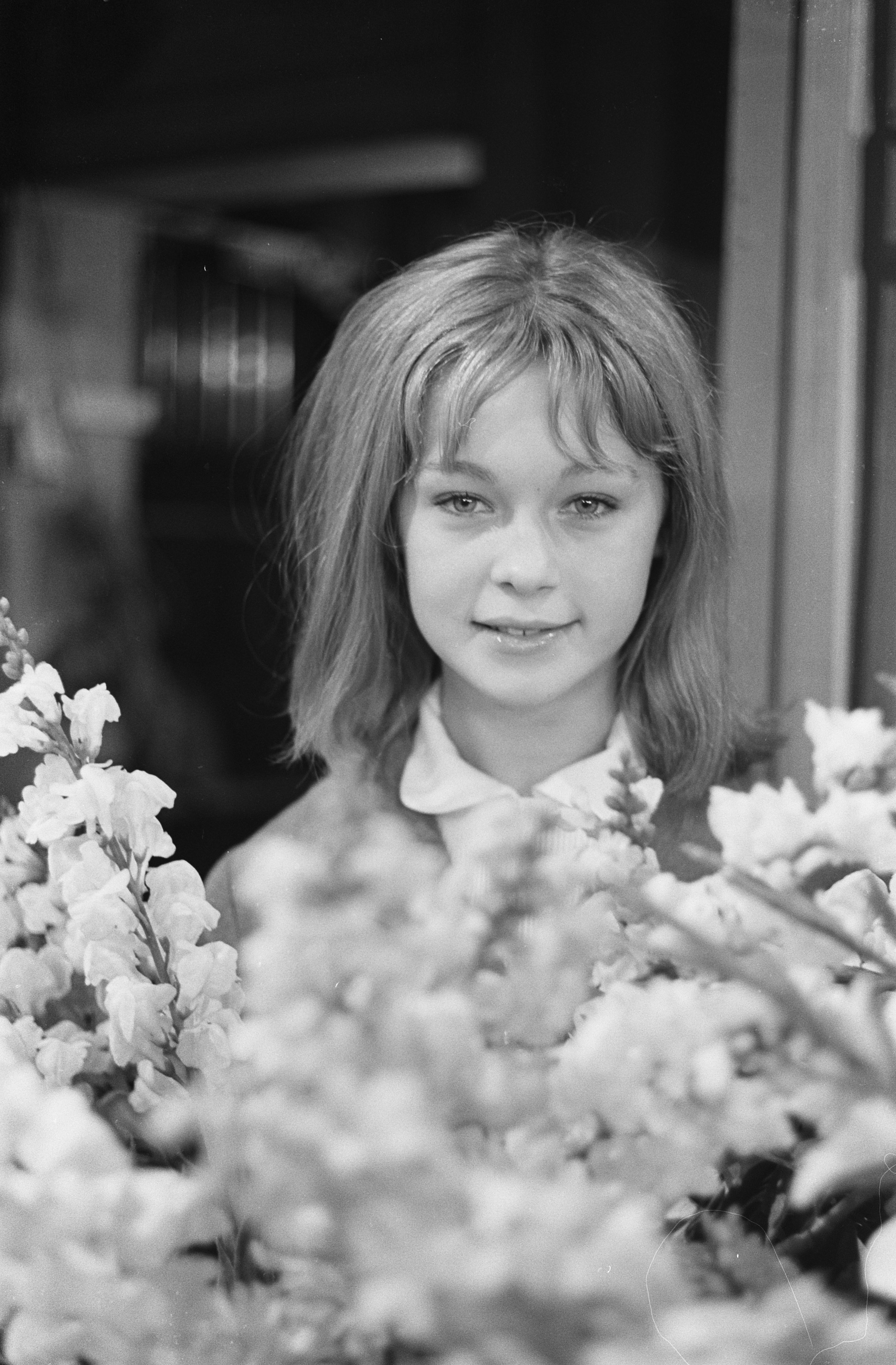
Marisol
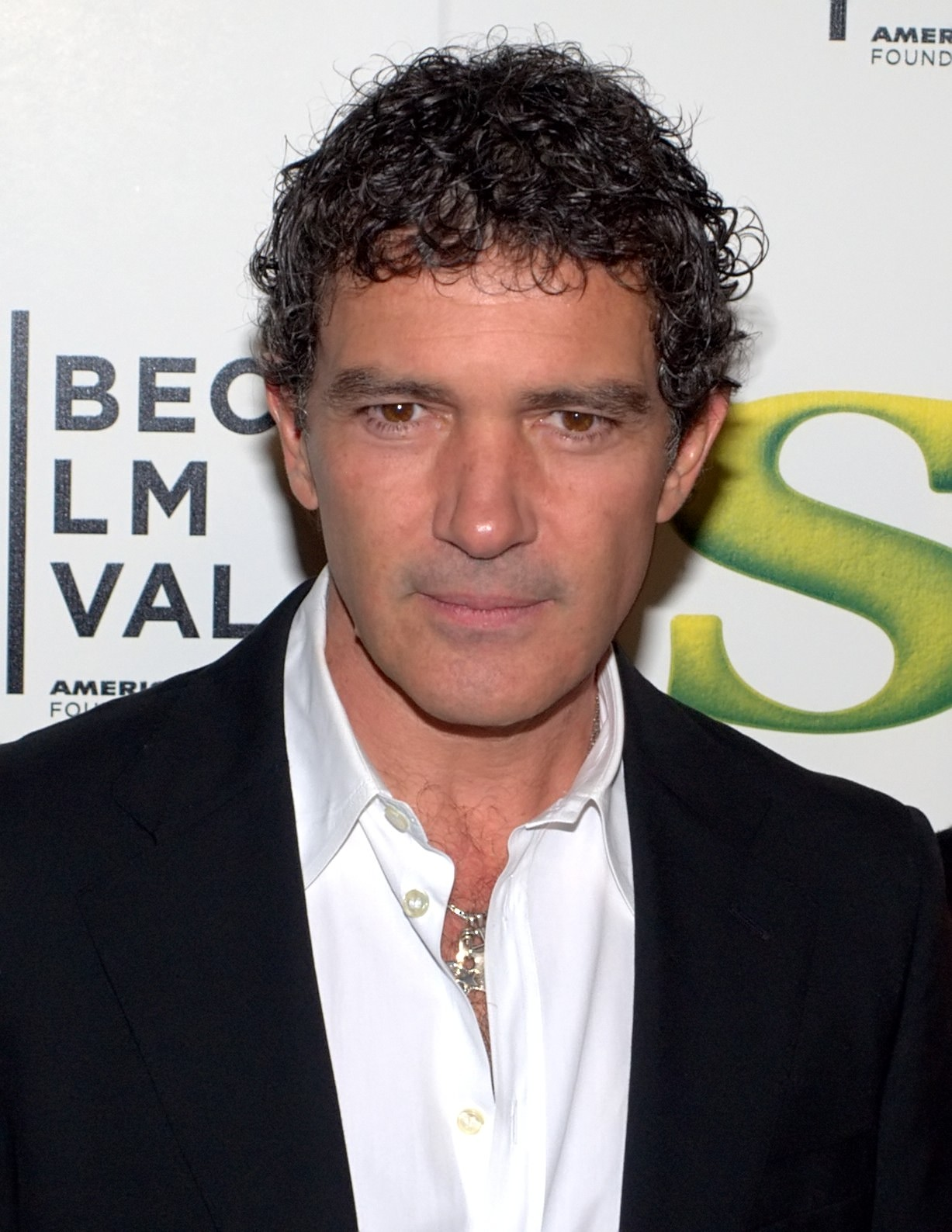
Antonio Banderas
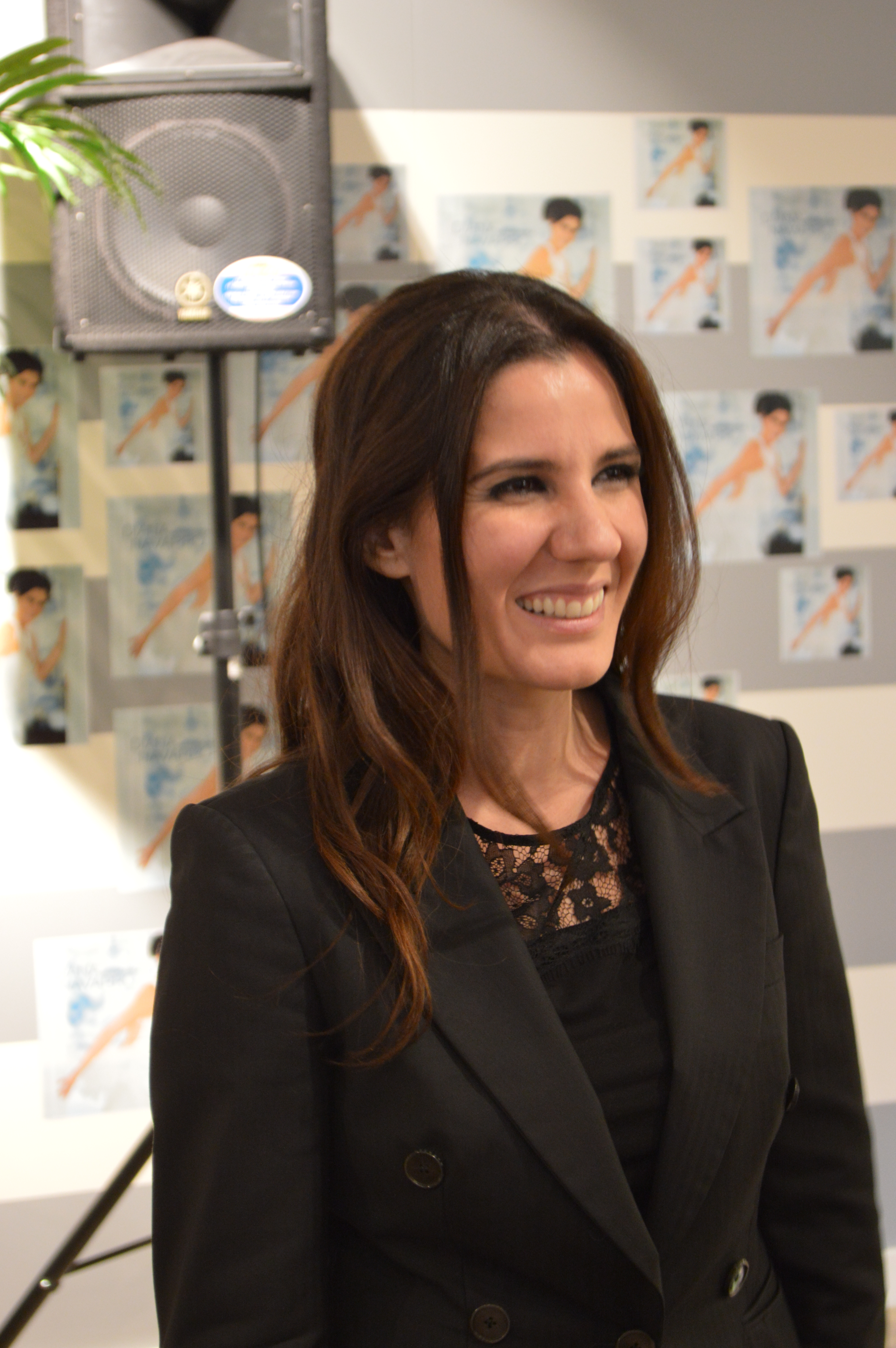
Diana Navarro
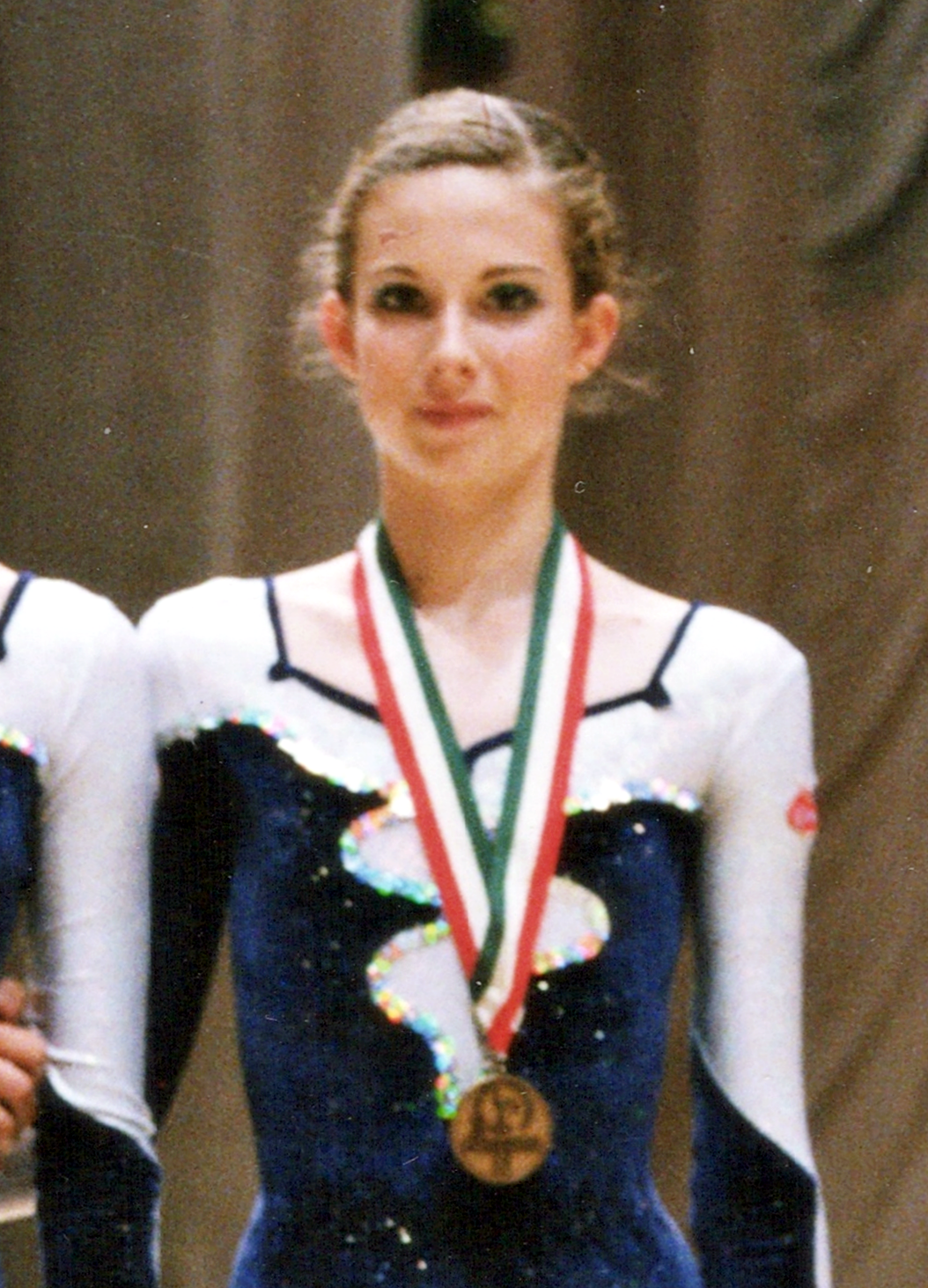
Carolina Malchair